# Världsrekordutveckling utomhus i löpning
Nedanstående listor redogör för världsrekordutvecklingen utomhus i friidrottens löpgrenar.
Listorna upptar endast rekord som godkänts av Internationella friidrottsförbundet, IAAF, om ej annat anges. Rekord som godkänts men senare strukits, till exempel för brott mot dopningsbestämmelser, ingår inte. Ej heller ingår äldre rekord i grenar där IAAF år 2011 ej längre noterar rekord. Tider anges enligt de avrundningsregler som IAAF tillämpade vid tiden för rekordgodkännandet.
Från och med 1975 noterade IAAF separata rekord med elektronisk tidtagning på distanser upp till och med 400 meter. Från och med 1977 accepteras endast resultat med elektronisk tidtagning på dessa distanser. På längre distanser avrundades elektroniskt tagna tider till tiondels sekunder till och med 1980. Från och med 2010 har kravet på elektronisk tidtagning utvidgats till att gälla även 800 meter och stafett 4 x 400 meter. 
Sedan 1936 godkänns inte resultat på 100 meter, 200 meter och 110 m häck som rekord, om medvinden överskridit 2,0 m/s.
+ betecknar mellantid i lopp på längre distans.

## Herrar

### Banlöpning

#### 100 meter[1]

##### Manuell tidtagning
| Tid  | Vind | Person             | Land | Ort                      | Datum      |
| ---- | ---- | ------------------ | ---- | ------------------------ | ---------- |
| 10,6 |      | Donald Lippincott  | USA  | Stockholm, Sverige       | 1912-07-06 |
| 10,6 |      | Jackson Scholz     | USA  | Stockholm, Sverige       | 1920-09-16 |
| 10,4 |      | Charlie Paddock    | USA  | Redlands, USA            | 1921-04-23 |
| 10,4 | 0.0  | Eddie Tolan        | USA  | Stockholm, Sverige       | 1929-08-08 |
| 10,4 |      | Eddie Tolan        | USA  | Köpenhamn, Danmark       | 1929-08-25 |
| 10,3 |      | Percy Williams     | CAN  | Toronto, Kanada          | 1930-08-09 |
| 10,3 | 0.4  | Eddie Tolan        | USA  | Los Angeles, USA         | 1932-08-01 |
| 10,3 |      | Ralph Metcalfe     | USA  | Budapest, Ungern         | 1933-08-12 |
| 10,3 |      | Eulace Peacock     | USA  | Oslo, Norge              | 1934-08-06 |
| 10,3 |      | Christiaan Berger  | NED  | Amsterdam, Nederländerna | 1934-08-26 |
| 10,3 |      | Ralph Metcalfe     | USA  | Osaka, Japan             | 1934-09-15 |
| 10,3 | 2.0  | Ralph Metcalfe     | USA  | Dairen, Kina             | 1934-09-23 |
| 10,3 | 2.5  | Takayoshi Yoshioka | JPN  | Tokyo, Japan             | 1935-06-15 |
| 10,2 | 1.2  | Jesse Owens        | USA  | Chicago, USA             | 1936-06-20 |
| 10,2 | -0.9 | Harold Davis       | USA  | Compton, USA             | 1941-06-06 |
| 10,2 | 0.7  | Lloyd LaBeach      | PAN  | Fresno, USA              | 1948-05-15 |
| 10,2 |      | Barney Ewell       | USA  | Evanston, USA            | 1948-07-09 |
| 10,2 | 0.0  | McDonald Bailey    | GBR  | Belgrad, Jugoslavien     | 1951-08-25 |
| 10,2 | 1.1  | Heinz Fütterer     | FRG  | Yokohama, Japan          | 1954-10-31 |
| 10,2 | 0.9  | Bobby Morrow       | USA  | Houston, USA             | 1956-05-19 |
| 10,2 | -1.0 | Ira Murchison      | USA  | Compton, USA             | 1956-06-01 |
| 10,2 | 0.0  | Bobby Morrow       | USA  | Bakersfield, USA         | 1956-06-22 |
| 10,2 | -1.3 | Ira Murchison      | USA  | Los Angeles, USA         | 1956-06-29 |
| 10,2 | -0.4 | Bobby Morrow       | USA  | Los Angeles, USA         | 1956-06-29 |
| 10,1 | 0.7  | Willie Williams I  | USA  | Berlin, Västtyskland     | 1956-08-03 |
| 10,1 | 1.0  | Ira Murchison      | USA  | Berlin, Västtyskland     | 1956-08-04 |
| 10,1 | 1.5  | Leamon King        | USA  | Ontario, USA             | 1956-10-20 |
| 10,1 | 0.9  | Leamon King        | USA  | Santa Ana, USA           | 1956-10-27 |
| 10,1 | 1.3  | Ray Norton         | USA  | San José, USA            | 1959-04-18 |
| 10,0 | 0.9  | Armin Hary         | FRG  | Zürich, Schweiz          | 1960-06-21 |
| 10,0 | 1.8  | Harry Jerome       | CAN  | Saskatoon, Kanada        | 1960-07-15 |
| 10,0 | 0.0  | Horacio Esteves    | VEN  | Caracas, Venezuela       | 1964-08-15 |
| 10,0 | 1.3  | Bob Hayes          | USA  | Tokyo, Japan             | 1964-10-15 |
| 10,0 | 2.0  | Jim Hines          | USA  | Modesto, USA             | 1967-05-27 |
| 10,0 | 1.8  | Enrique Figuerola  | CUB  | Budapest, Ungern         | 1967-06-17 |
| 10,0 | 0.0  | Paul Nash          | RSA  | Krugersdorp, Sydafrika   | 1968-04-02 |
| 10,0 | 1.1  | Oliver Ford        | USA  | Albuquerque, USA         | 1968-05-31 |
| 10,0 | 2.0  | Charles Greene     | USA  | Sacramento, USA          | 1968-06-20 |
| 10,0 | 2.0  | Roger Bambuck      | FRA  | Sacramento, USA          | 1968-06-20 |
| 9,9  | 0.8  | Jim Hines          | USA  | Sacramento, USA          | 1968-06-20 |
| 9,9  | 0.8  | Ronnie Ray Smith   | USA  | Sacramento, USA          | 1968-06-20 |
| 9,9  | 0.9  | Charles Greene     | USA  | Sacramento, USA          | 1968-06-20 |
| 9,9  | 0.3  | Jim Hines          | USA  | Mexico City, Mexiko      | 1968-10-14 |
| 9,9  | 0.0  | Edward Hart        | USA  | Eugene, USA              | 1972-07-01 |
| 9,9  | 0.0  | Reynaud Robinson   | USA  | Eugene, USA              | 1972-07-01 |
| 9,9  | 1.3  | Steve Williams     | USA  | Los Angeles, USA         | 1974-06-21 |
| 9,9  | 1.7  | Silvio Leonard     | CUB  | Ostrava, Tjeckoslovakien | 1975-06-05 |
| 9,9  | 0.0  | Steve Williams     | USA  | Siena, Italien           | 1975-07-16 |
| 9,9  | -0.2 | Steve Williams     | USA  | Berlin, Västtyskland     | 1975-08-22 |
| 9,9  | 0.7  | Steve Williams     | USA  | Gainesville, USA         | 1976-03-27 |
| 9,9  | 0.7  | Harvey Glance      | USA  | Columbia, USA            | 1976-04-03 |
| 9,9  |      | Harvey Glance      | USA  | Baton Rouge, USA         | 1976-05-01 |
| 9,9  | 1.7  | Donald Quarrie     | JAM  | Modesto, USA             | 1976-05-22 |

##### Elektronisk tidtagning
| Tid  | Vind | Person         | Land | Ort                       | Datum      |
| ---- | ---- | -------------- | ---- | ------------------------- | ---------- |
| 9,95 | +0.3 | Jim Hines      | USA  | Mexico City, Mexiko       | 1968-10-14 |
| 9,93 | +1.4 | Calvin Smith   | USA  | Colorado Springs, USA     | 1983-07-03 |
| 9,92 | +1.1 | Carl Lewis     | USA  | Seoul, Sydkorea           | 1988-09-24 |
| 9,90 | +1.9 | Leroy Burrell  | USA  | New York, USA             | 1991-06-14 |
| 9,86 | +1.0 | Carl Lewis     | USA  | Tokyo, Japan              | 1991-08-25 |
| 9,85 | +1.2 | Leroy Burrell  | USA  | Lausanne, Schweiz         | 1994-07-06 |
| 9,84 | +0.7 | Donovan Bailey | CAN  | Atlanta, USA              | 1996-07-27 |
| 9,79 | +0.1 | Maurice Greene | USA  | Aten, Grekland            | 1999-06-16 |
| 9,77 | +1.9 | Asafa Powell   | JAM  | Aten, Grekland            | 2005-06-14 |
| 9,77 | +1.5 | Asafa Powell   | JAM  | Gateshead, Storbritannien | 2006-06-11 |
| 9,77 | +1.0 | Asafa Powell   | JAM  | Zürich, Schweiz           | 2006-08-18 |
| 9,74 | +1.7 | Asafa Powell   | JAM  | Rieti, Italien            | 2007-09-09 |
| 9,72 | +1.7 | Usain Bolt     | JAM  | New York, USA             | 2008-05-31 |
| 9,69 | 0.0  | Usain Bolt     | JAM  | Peking, Kina              | 2008-08-16 |
| 9,58 | +0.9 | Usain Bolt     | JAM  | Berlin, Tyskland          | 2009-08-16 |

#### 200 meter[1]
y betecknar att tiden noterades på distansen 220 yards (201,17 m).

##### Manuell tidtagning
| Tid   | Vind | Person           | Land | Ort                     | Datum      |
| ----- | ---- | ---------------- | ---- | ----------------------- | ---------- |
| 20,6y |      | Andrew Stanfield | USA  | Philadelphia, USA       | 1951-05-26 |
| 20,6  |      | Andrew Stanfield | USA  | Los Angeles, USA        | 1952-06-28 |
| 20,6  | 0.0  | Thane Baker      | USA  | Bakersfield, USA        | 1956-06-23 |
| 20,6  |      | Bobby Morrow     | USA  | Melbourne, Australien   | 1956-11-27 |
| 20,6  |      | Manfred Germar   | FRG  | Wuppertal, Västtyskland | 1958-10-01 |
| 20,6y | -1.6 | Ray Norton       | USA  | Berkeley, USA           | 1960-03-19 |
| 20,6  |      | Ray Norton       | USA  | Philadelphia, USA       | 1960-04-30 |
| 20,5y |      | Peter Radford    | GBR  | Wolverhampton, England  | 1960-05-28 |
| 20,5  | 0.0  | Stone Johnson    | USA  | Palo Alto, USA          | 1960-07-02 |
| 20,5  | 0.0  | Ray Norton       | USA  | Palo Alto, USA          | 1960-07-02 |
| 20,5  |      | Livio Berruti    | ITA  | Rom, Italien            | 1960-09-03 |
| 20,5  |      | Livio Berruti    | ITA  | Rom, Italien            | 1960-09-03 |
| 20,5y | -1.1 | Paul Drayton     | USA  | Walnut, USA             | 1962-06-23 |
| 20,3y | -0.1 | Henry Carr       | USA  | Tempe, USA              | 1963-03-23 |
| 20,2y | 0.5  | Henry Carr       | USA  | Tempe, USA              | 1964-04-04 |
| 20,0  | 0.0  | Tommie Smith     | USA  | Sacramento, USA         | 1966-06-11 |
| 19,8  | 0.9  | Tommie Smith     | USA  | Mexico City, Mexiko     | 1968-10-16 |
| 19,8  | 0.9  | Don Quarrie      | JAM  | Cali, Colombia          | 1971-08-03 |
| 19,8+ | 1.3  | Don Quarrie      | JAM  | Eugene, USA             | 1975-06-07 |

##### Elektronisk tidtagning
| Tid   | Vind | Person          | Land | Ort                 | Datum      |
| ----- | ---- | --------------- | ---- | ------------------- | ---------- |
| 19,83 | +0.9 | Tommie Smith    | USA  | Mexico City, Mexiko | 1968-10-16 |
| 19,72 | +1.8 | Pietro Mennea   | ITA  | Mexico City, Mexiko | 1979-09-12 |
| 19,66 | +0.4 | Michael Johnson | USA  | Atlanta, USA        | 1996-06-23 |
| 19,32 | +0.4 | Michael Johnson | USA  | Atlanta,USA         | 1996-08-01 |
| 19,30 | –0.9 | Usain Bolt      | JAM  | Peking, Kina        | 2008-08-20 |
| 19,19 | –0.3 | Usain Bolt      | JAM  | Berlin, Tyskland    | 2009-08-20 |

#### 400 meter[1]
y betecknar att tiden noterades på distansen 440 yards (402,34 m = 1/4 engelsk mil)

##### Manuell tidtagning
| Tid   | Person             | Land | Ort                         | Datum      |
| ----- | ------------------ | ---- | --------------------------- | ---------- |
| 47,8y | Maxey Long         | USA  | New York, USA               | 1900-09-29 |
| 48,2  | Charles Reidpath   | USA  | Stockholm, Sverige          | 1912-07-13 |
| 47,4y | James E. Meredith  | USA  | Cambridge, USA              | 1916-05-27 |
| 47,0  | Emerson Spencer    | USA  | Palo Alto, USA              | 1928-05-12 |
| 46,4y | Benjamin Eastman   | USA  | Palo Alto, USA              | 1932-03-26 |
| 46,2  | William Carr       | USA  | Los Angeles, USA            | 1932-08-05 |
| 46,1  | Archibald Williams | USA  | Chicago, USA                | 1936-06-19 |
| 46,0  | Rudolf Harbig      | GER  | Frankfurt am Main, Tyskland | 1939-08-12 |
| 46,0  | Grover Klemmer     | USA  | Philadelphia, USA           | 1941-06-29 |
| 46,0y | Herbert McKenley   | JAM  | Berkeley, USA               | 1948-06-05 |
| 45,9  | Herbert McKenley   | JAM  | Milwaukee, USA              | 1948-07-02 |
| 45,8  | George Rhoden      | JAM  | Eskilstuna, Sverige         | 1950-08-22 |
| 45,4  | Louis Jones        | USA  | Mexico City, Mexiko         | 1955-03-18 |
| 45,2  | Louis Jones        | USA  | Los Angeles, USA            | 1956-06-30 |
| 44,9  | Otis Davis         | USA  | Rom, Italien                | 1960-09-06 |
| 44,9  | Carl Kaufmann      | FRG  | Rom, Italien                | 1960-09-06 |
| 44,9y | Adolph Plummer     | USA  | Tempe, USA                  | 1963-05-25 |
| 44,9  | Mike Larrabee      | USA  | Los Angeles, USA            | 1964-09-12 |
| 44,5+ | Tommie Smith       | USA  | San José, USA               | 1967-05-20 |
| 44,1  | Larry James        | USA  | Echo Summit, USA            | 1968-09-14 |
| 43,8  | Lee Evans          | USA  | Mexico City, Mexiko         | 1968-10-18 |

##### Elektronisk tidtagning
| Tid   | Person            | Land | Ort                       | Datum      |
| ----- | ----------------- | ---- | ------------------------- | ---------- |
| 43,86 | Lee Evans         | USA  | Mexico City, Mexiko       | 1968-10-18 |
| 43,29 | Butch Reynolds    | USA  | Zürich, Schweiz           | 1988-08-17 |
| 43,18 | Michael Johnson   | USA  | Sevilla, Spanien          | 1999-08-26 |
| 43,03 | Wayde van Niekerk | RSA  | Rio de Janeiro, Brasilien | 2016-08-14 |

#### 800 meter[1]
y betecknar att tiden noterades på distansen 880 yards (804,67 m = 1/2 engelsk mil).
| Tid            | Person              | Land | Ort                          | Datum      |
| -------------- | ------------------- | ---- | ---------------------------- | ---------- |
| 1.51,9+        | James E. Meredith   | USA  | Stockholm, Sverige           | 1912-07-08 |
| 1.51,6y        | Otto Peltzer        | GER  | London, England              | 1926-07-03 |
| 1.50,6         | Séra Martin         | FRA  | Colombes, Frankrike          | 1928-07-14 |
| 1.49,8         | Thomas Hampson      | GBR  | Los Angeles, USA             | 1932-08-02 |
| 1.49,8y        | Benjamin Eastman    | USA  | Princeton, USA               | 1934-06-16 |
| 1.49,7         | Glenn Cunningham    | USA  | Stockholm, Sverige           | 1936-08-20 |
| 1.49,6y        | Elroy Robinson      | USA  | New York, USA                | 1937-07-11 |
| 1.48,4+        | Sydney Wooderson    | GBR  | Motspur Park, Storbritannien | 1938-08-20 |
| 1.46,6         | Rudolf Harbig       | GER  | Milano, Italien              | 1939-07-15 |
| 1.45,7         | Roger Moens         | BEL  | Oslo, Norge                  | 1955-08-03 |
| 1.44,3+        | Peter Snell         | NZL  | Christchurch, Nya Zeeland    | 1962-02-03 |
| 1.44,3         | Ralph Doubell       | AUS  | Mexico City, Mexiko          | 1968-10-15 |
| 1.44,3         | David Wottle        | USA  | Eugene, USA                  | 1972-07-01 |
| 1.43,7         | Marcello Fiasconaro | ITA  | Milano, Italien              | 1973-06-27 |
| 1.43,5         | Alberto Juantorena  | CUB  | Montréal, Kanada             | 1976-07-25 |
| 1.43,4         | Alberto Juantorena  | CUB  | Sofia, Bulgarien             | 1977-08-21 |
| 1.42,4/1.42,33 | Sebastian Coe       | GBR  | Oslo, Norge                  | 1979-07-05 |
| 1.41,73        | Sebastian Coe       | GBR  | Florens, Italien             | 1981-06-10 |
| 1.41,73        | Wilson Kipketer     | DEN  | Stockholm, Sverige           | 1997-07-07 |
| 1.41,24        | Wilson Kipketer     | DEN  | Zürich, Schweiz              | 1997-08-13 |
| 1.41,11        | Wilson Kipketer     | DEN  | Köln, Tyskland               | 1997-08-24 |
| 1.41,09        | David Rudisha       | KEN  | Berlin, Tyskland             | 2010-08-22 |
| 1.41,01        | David Rudisha       | KEN  | Rieti, Italien               | 2010-08-29 |
| 1.40,91        | David Rudisha       | KEN  | London, England              | 2012-08-09 |

#### 1 000 meter[1]
| Tid     | Person              | Land | Ort                             | Datum      |
| ------- | ------------------- | ---- | ------------------------------- | ---------- |
| 2:32,3  | Georg Mickler       | GER  | Hannover, Tyskland              | 1913-06-22 |
| 2:29.1  | Anatole Bolin       | SWE  | Stockholm, Sverige              | 1918-09-22 |
| 2:28.6  | Sven Lundgren       | SWE  | Stockholm, Sverige              | 1922-09-27 |
| 2:26.8  | Séra Martin         | FRA  | Colombes, Frankrike             | 1926-09-30 |
| 2:25.8  | Otto Peltzer        | GER  | Colombes, Frankrike             | 1927-09-18 |
| 2:23.6  | Jules Ladoumègue    | FRA  | Paris, Frankrike                | 1930-10-19 |
| 2:21.5  | Rudolf Harbig       | GER  | Dresden, Tyskland               | 1941-05-24 |
| 2:21,4  | Rune Gustafsson     | SWE  | Borås, Sverige                  | 1946-09-04 |
| 2:21,4  | Marcel Hansenne     | FRA  | Göteborg, Sverige               | 1948-08-27 |
| 2:21.3  | Olle Åberg          | SWE  | Köpenhamn, Danmark              | 1952-08-10 |
| 2:21.2  | Stanislav Jungwirth | TCH  | Stará Boleslav, Tjeckoslovakien | 1952-10-27 |
| 2:20.8  | Mal Whitfield       | USA  | Eskilstuna, Sverige             | 1953-08-16 |
| 2:20.4  | Audun Boysen        | NOR  | Oslo, Norge                     | 1953-09-17 |
| 2:19.5  | Audun Boysen        | NOR  | Gävle, Sverige                  | 1954-08-18 |
| 2:19.0  | Audun Boysen        | NOR  | Göteborg, Sverige               | 1955-08-30 |
| 2:19.0  | István Rózsavölgyi  | HUN  | Tata, Ungern                    | 1955-09-21 |
| 2:18,1  | Dan Waern           | SWE  | Åbo, Finland                    | 1958-09-19 |
| 2:17,8  | Dan Waern           | SWE  | Karlstad, Sverige               | 1959-08-21 |
| 2:16.7  | Siegfried Valentin  | GDR  | Potsdam, Östtyskland            | 1960-07-19 |
| 2:16.6  | Peter Snell         | NZL  | Auckland, Nya Zeeland           | 1964-11-12 |
| 2:16.2  | Jürgen May          | GDR  | Erfurt, Östtyskland             | 1965-07-20 |
| 2:16.2  | Franz-Josef Kemper  | FRG  | Hannover, Västtyskland          | 1966-09-21 |
| 2:16,0  | Danie Malan         | RSA  | München, Västtyskland           | 1973-06-24 |
| 2:13,9  | Rick Wohlhuter      | USA  | Oslo, Norge                     | 1974-07-30 |
| 2:13,40 | Sebastian Coe       | GBR  | Oslo, Norge                     | 1980-07-01 |
| 2:12,81 | Sebastian Coe       | GBR  | Oslo, Norge                     | 1981-07-11 |
| 2:11,96 | Noah Ngeny          | KEN  | Rieti, Italien                  | 1999-09-05 |

#### 1 500 meter[1]
| Tid            | Person              | Land | Ort                             | Datum      |
| -------------- | ------------------- | ---- | ------------------------------- | ---------- |
| 3.55,8         | Abel Kiviat         | USA  | Cambridge, USA                  | 1912-06-08 |
| 3.54,7         | John Zander         | SWE  | Stockholm, Sverige              | 1917-08-05 |
| 3.52,6         | Paavo Nurmi         | FIN  | Helsingfors, Finland            | 1924-06-19 |
| 3.51,0         | Otto Peltzer        | GER  | Berlin, Tyskland                | 1926-09-11 |
| 3.49,2         | Jules Ladoumégue    | FRA  | Paris, Frankrike                | 1930-10-05 |
| 3.49,2         | Luigi Beccali       | ITA  | Turin, Italien                  | 1933-09-09 |
| 3.49,0         | Luigi Beccali       | ITA  | Milano, Italien                 | 1933-09-17 |
| 3.48,8         | William Bonthron    | USA  | Milwaukee, USA                  | 1934-06-30 |
| 3.47,8         | John Lovelock       | NZL  | Berlin, Tyskland                | 1936-08-06 |
| 3.47,6         | Gunder Hägg         | SWE  | Stockholm, Sverige              | 1941-08-10 |
| 3.45,8         | Gunder Hägg         | SWE  | Stockholm, Sverige              | 1942-07-17 |
| 3.45,0         | Arne Andersson      | SWE  | Göteborg, Sverige               | 1943-08-17 |
| 3.43,0         | Gunder Hägg         | SWE  | Göteborg, Sverige               | 1944-07-07 |
| 3.43,0         | Lennart Strand      | SWE  | Malmö, Sverige                  | 1947-07-15 |
| 3.43,0         | Werner Lueg         | GER  | Berlin, Västtyskland            | 1952-06-29 |
| 3.42,8+        | Wesley Santee       | USA  | Compton, USA                    | 1954-06-04 |
| 3.41,8+        | John Landy          | AUS  | Åbo, Finland                    | 1954-06-21 |
| 3.40,8         | Sándor Iharos       | HUN  | Helsingfors, Finland            | 1955-07-28 |
| 3.40,8         | László Tábori       | HUN  | Oslo, Norge                     | 1955-09-06 |
| 3.40,8         | Gunnar Nielsen      | DEN  | Oslo, Norge                     | 1955-09-06 |
| 3.40,6         | István Rózsavölgyi  | HUN  | Tata, Ungern                    | 1956-08-03 |
| 3.40,2         | Olavi Salsola       | FIN  | Åbo, Finland                    | 1957-07-11 |
| 3.40,2         | Olavi Salonen       | FIN  | Åbo, Finland                    | 1957-07-11 |
| 3.38,1         | Stanislav Jungwirth | TCH  | Stará Boleslav, Tjeckoslovakien | 1957-07-12 |
| 3.36,0         | Herbert Elliott     | AUS  | Göteborg, Sverige               | 1958-08-28 |
| 3.35,6         | Herbert Elliott     | AUS  | Rom, Italien                    | 1960-09-06 |
| 3.33,1         | Jim Ryun            | USA  | Los Angeles, USA                | 1967-07-08 |
| 3.32,2         | Filbert Bayi        | TAN  | Christchurch, Nya Zeeland       | 1974-02-02 |
| 3.32,1         | Sebastian Coe       | GBR  | Zürich, Schweiz                 | 1979-08-15 |
| 3.32,1         | Steve Ovett         | GBR  | Oslo, Norge                     | 1980-07-15 |
| 3:31.4/3.31,36 | Steve Ovett         | GBR  | Koblenz, Västtyskland           | 1980-08-27 |
| 3.31,24        | Sydney Maree        | USA  | Köln, Västtyskland              | 1983-08-28 |
| 3.30,77        | Steve Ovett         | GBR  | Rieti, Italien                  | 1983-09-04 |
| 3.29,67        | Steve Cram          | GBR  | Nice, Frankrike                 | 1985-07-16 |
| 3.29,46        | Said Aouita         | MAR  | Berlin, Västtyskland            | 1985-08-23 |
| 3.28,86        | Noureddine Morceli  | ALG  | Rieti, Italien                  | 1992-09-06 |
| 3.27,37        | Noureddine Morceli  | ALG  | Nice, Frankrike                 | 1995-07-12 |
| 3.26,00        | Hicham El Guerrouj  | MAR  | Rom, Ialien                     | 1998-07-14 |

#### 1engelsk mil[1]
1609,34 meter
| Tid     | Person             | Land | Ort                          | Datum      |
| ------- | ------------------ | ---- | ---------------------------- | ---------- |
| 4:14.4  | John Paul Jones    | USA  | Cambridge, USA               | 1913-05-31 |
| 4:12.6  | Norman Taber       | USA  | Cambridge, USA               | 1915-07-16 |
| 4:10.4  | Paavo Nurmi        | FIN  | Stockholm, Sverige           | 1923-08-23 |
| 4:09.2  | Jules Ladoumègue   | FRA  | Paris, Frankrike             | 1931-10-04 |
| 4:07.6  | Jack Lovelock      | NZL  | Princeton, USA               | 1933-07-15 |
| 4:06.8  | Glenn Cunningham   | USA  | Princeton, USA               | 1934-06-16 |
| 4:06.4  | Sydney Wooderson   | GBR  | Motspur Park, Storbritannien | 1937-08-28 |
| 4:06.2  | Gunder Hägg        | SWE  | Göteborg, Sverige            | 1942-07-01 |
| 4:06.2  | Arne Andersson     | SWE  | Stockholm, Sverige           | 1942-07-10 |
| 4:04.6  | Gunder Hägg        | SWE  | Stockholm, Sverige           | 1942-09-04 |
| 4:02.6  | Arne Andersson     | SWE  | Göteborg, Sverige            | 1943-07-01 |
| 4:01.6  | Arne Andersson     | SWE  | Malmö, Sverige               | 1944-07-18 |
| 4:01.4  | Gunder Hägg        | SWE  | Malmö, Sverige               | 1945-07-17 |
| 3:59.4  | Roger Bannister    | GBR  | Oxford, England              | 1954-05-06 |
| 3:58.0  | John Landy         | AUS  | Åbo, Finland                 | 1954-06-21 |
| 3:57.2  | Derek Ibbotson     | GBR  | London, England              | 1957-07-19 |
| 3:54.5  | Herb Elliott       | AUS  | Santry, Dublin, Irland       | 1958-08-06 |
| 3:54.4  | Peter Snell        | NZL  | Wanganui, Nya Zeeland        | 1962-01-27 |
| 3:54.1  | Peter Snell        | NZL  | Auckland, Nya Zeeland        | 1964-11-17 |
| 3:53.6  | Michel Jazy        | FRA  | Rennes, Frankrike            | 1965-06-09 |
| 3:51.3  | Jim Ryun           | USA  | Berkeley, USA                | 1966-07-17 |
| 3:51.1  | Jim Ryun           | USA  | Bakersfield, USA             | 1967-06-23 |
| 3:51.0  | Filbert Bayi       | TAN  | Kingston, Jamaica            | 1975-05-17 |
| 3:49.4  | John Walker        | NZL  | Göteborg, Sverige            | 1975-08-12 |
| 3:49.0  | Sebastian Coe      | GBR  | Oslo, Norge                  | 1979-07-17 |
| 3:48.8  | Steve Ovett        | GBR  | Oslo, Norge                  | 1980-07-01 |
| 3:48.53 | Sebastian Coe      | GBR  | Zürich, Schweiz              | 1981-08-19 |
| 3:48.40 | Steve Ovett        | GBR  | Koblenz, Västtyskland        | 1981-08-26 |
| 3:47.33 | Sebastian Coe      | GBR  | Bryssel, Belgien             | 1981-08-28 |
| 3:46.32 | Steve Cram         | GBR  | Oslo, Norge                  | 1985-07-27 |
| 3:44.39 | Noureddine Morceli | ALG  | Rieti, Italien               | 1993-09-05 |
| 3:43.13 | Hicham El Guerrouj | MAR  | Rom, Italien                 | 1999-07-07 |

#### 2 000 meter[1]
| Tid            | Person               | Land | Ort                             | Datum      |
| -------------- | -------------------- | ---- | ------------------------------- | ---------- |
| 5:30.4         | John Zander          | SWE  | Stockholm, Sverige              | 1918-06-16 |
| 5:26.4         | Paavo Nurmi          | FIN  | Tammerfors, Finland             | 1922-09-04 |
| 5:26.0         | Edvin Wide           | SWE  | Stockholm, Sverige              | 1925-06-11 |
| 5:24.6         | Paavo Nurmi          | FIN  | Kuopio, Finland                 | 1927-06-18 |
| 5:23.4         | Eino Borg            | FIN  | Viborg, Finland                 | 1927-08-09 |
| 5:21.8         | Jules Ladoumègue     | FRA  | Paris, Frankrike                | 1931-07-02 |
| 5:20:4         | Miklós Szabó I       | HUN  | Budapest, Ungern                | 1936-10-04 |
| 5:18.4         | Henry Jonsson        | SWE  | Stockholm, Sverige              | 1937-07-02 |
| 5:16.8         | Archie San Romani Sr | USA  | Helsingfors, Finland            | 1937-08-26 |
| 5:16.4         | Gunder Hägg          | SWE  | Malmö, Sverige                  | 1942-07-21 |
| 5:11.8         | Gunder Hägg          | SWE  | Östersund, Sverige              | 1942-08-23 |
| 5:07.0         | Gaston Reiff         | BEL  | Bryssel, Belgien                | 1948-09-29 |
| 5:02.2         | István Rózsavölgyi   | HUN  | Budapest, Ungern                | 1955-10-02 |
| 5:01.6         | Michel Jazy          | FRA  | Paris, Frankrike                | 1962-06-14 |
| 5:01.2         | Josef Odlozil        | TCH  | Stara Boleslav, Tjeckoslovakien | 1965-09-08 |
| 4:57.8         | Harald Norpoth       | FRG  | Hagen, Västtyskland             | 1966-09-10 |
| 4:56.2         | Michel Jazy          | FRA  | St Maur, Frankrike              | 1966-10-12 |
| 4:51.4/4:51.52 | John Walker          | NZL  | Oslo, Norge                     | 1976-06-30 |
| 4:51.39        | Steve Cram           | GBR  | Budapest, Ungern                | 1985-08-04 |
| 4:50.81        | Saïd Aouita          | MAR  | Paris, Frankrike                | 1987-07-16 |
| 4:47.88        | Noureddine Morceli   | ALG  | Paris, Frankrike                | 1995-07-03 |
| 4:44.79        | Hicham El Guerrouj   | MAR  | Berlin, Tyskland                | 1999-09-07 |
| 4:43.13        | Jakob Ingebrigtsen   | NOR  | Bryssel, Belgien                | 2023-09-08 |

#### 3 000 meter[1]
| Tid     | Person             | Land | Ort                  | Datum      |
| ------- | ------------------ | ---- | -------------------- | ---------- |
| 8:36.8  | Hannes Kolehmainen | FIN  | Stockholm, Sverige   | 1912-07-12 |
| 8:33.2  | John Zander        | SWE  | Stockholm, Sverige   | 1918-08-07 |
| 8:28.6  | Paavo Nurmi        | FIN  | Åbo, Finland         | 1922-08-27 |
| 8:27.6  | Edvin Wide         | SWE  | Halmstad, Sverige    | 1925-06-07 |
| 8:25.4  | Paavo Nurmi        | FIN  | Berlin, Tyskland     | 1926-05-24 |
| 8:20.4  | Paavo Nurmi        | FIN  | Stockholm, Sverige   | 1926-07-13 |
| 8:18.8  | Janusz Kusociński  | POL  | Antwerpen, Belgien   | 1932-06-19 |
| 8:18:4  | Henry Nielsen      | DEN  | Stockholm, Sverige   | 1934-07-24 |
| 8:14.8  | Gunnar Höckert     | FIN  | Stockholm, Sverige   | 1936-09-16 |
| 8:09.0  | Henry Kälarne      | SWE  | Stockholm, Sverige   | 1940-08-14 |
| 8:01.2  | Gunder Hägg        | SWE  | Stockholm, Sverige   | 1942-08-28 |
| 7:58.8  | Gaston Reiff       | BEL  | Gävle, Sverige       | 1949-08-12 |
| 7:55.6  | Sándor Iharos      | HUN  | Budapest, Ungern     | 1955-05-14 |
| 7:55.6  | Gordon Pirie       | GBR  | Trondheim, Norge     | 1956-06-22 |
| 7:52.8  | Gordon Pirie       | GBR  | Malmö, Sverige       | 1956-09-04 |
| 7:49.2  | Michel Jazy        | FRA  | St Maur, Frankrike   | 1962-06-27 |
| 7:49.0+ | Michel Jazy        | FRA  | Melun, Frankrike     | 1965-06-23 |
| 7:46.0  | Siegfried Herrmann | GDR  | Erfurt, Östtyskland  | 1965-08-05 |
| 7:39.6  | Kipchoge Keino     | KEN  | Hälsingborg, Sverige | 1965-08-27 |
| 7:37.6  | Emiel Puttemans    | BEL  | Århus, Danmark       | 1972-09-14 |
| 7:35.2  | Brendan Foster     | GBR  | Gateshead, England   | 1974-08-03 |
| 7:32.1  | Henry Rono         | KEN  | Oslo, Norge          | 1978-06-27 |
| 7:29.45 | Saïd Aouita        | MAR  | Köln, Västtyskland   | 1989-08-20 |
| 7:28.96 | Moses Kiptanui     | KEN  | Köln, Västtyskland   | 1992-08-16 |
| 7:25.11 | Noureddine Morceli | ALG  | Monte Carlo, Monaco  | 1994-08-02 |
| 7:20.67 | Daniel Komen       | KEN  | Rieti, Italien       | 1996-09-01 |

#### 5 000 meter[1]
| Tid      | Person             | Land | Ort                   | Datum      |
| -------- | ------------------ | ---- | --------------------- | ---------- |
| 14.36,6  | Hannes Kolehmainen | FIN  | Stockholm, Sverige    | 1912-07-10 |
| 14.35,4  | Paavo Nurmi        | FIN  | Stockholm, Sverige    | 1922-09-12 |
| 14.28,2  | Paavo Nurmi        | FIN  | Helsingfors, Finland  | 1924-06-19 |
| 14.17,0  | Lauri Lehtinen     | FIN  | Helsingfors, Finland  | 1932-06-19 |
| 14.08,8  | Taisto Mäki        | FIN  | Helsingfors, Finland  | 1939-06-16 |
| 13.58,2  | Gunder Hägg        | SWE  | Göteborg, Sverige     | 1942-09-20 |
| 13.57,2  | Emil Zatopek       | TCH  | Colombes, Frankrike   | 1954-05-30 |
| 13.56,6  | Vladimir Kuts      | URS  | Bern, Schweiz         | 1954-08-29 |
| 13.51,6  | Chris Chataway     | GBR  | London, England       | 1954-10-13 |
| 13.51,2  | Vladimir Kuts      | URS  | Prag, Tjeckoslovakien | 1954-10-23 |
| 13.50,8  | Sándor Iharos      | HUN  | Budapest, Ungern      | 1955-09-10 |
| 13.46,8  | Vladimir Kuts      | URS  | Belgrad, Jugoslavien  | 1955-09-18 |
| 13.40,6  | Sándor Iharos      | HUN  | Budapest, Ungern      | 1955-10-23 |
| 13.36,8  | Gordon Pirie       | GBR  | Bergen, Norge         | 1956-06-19 |
| 13.35,0  | Vladimir Kuts      | URS  | Rom, Italien          | 1957-10-13 |
| 13.34,8  | Ron Clarke         | AUS  | Hobart, Australien    | 1965-01-16 |
| 13.33,6  | Ron Clarke         | AUS  | Auckland, Nya Zeeland | 1965-02-01 |
| 13.25,8  | Ron Clarke         | AUS  | Los Angeles, USA      | 1965-06-04 |
| 13.24,2  | Kipchoge Keino     | KEN  | Auckland, Nya Zeeland | 1965-11-30 |
| 13.16,6  | Ron Clarke         | AUS  | Stockholm, Sverige    | 1966-07-05 |
| 13.16,4  | Lasse Virén        | FIN  | Helsingfors, Finland  | 1972-09-14 |
| 13.13,0  | Emiel Puttemans    | BEL  | Bryssel, Belgien      | 1972-09-20 |
| 13.12,9  | Dick Quax          | NZL  | Stockholm, Sverige    | 1977-07-05 |
| 13.08,4  | Henry Rono         | KEN  | Berkeley, USA         | 1978-04-08 |
| 13.06,20 | Henry Rono         | KEN  | Knarvik, Norge        | 1981-09-13 |
| 13.00,41 | David Moorcroft    | GBR  | Oslo, Norge           | 1982-07-07 |
| 13.00,40 | Saïd Aouita        | MAR  | Oslo, Norge           | 1985-07-27 |
| 12.58,39 | Saïd Aouita        | MAR  | Rom, Italien          | 1987-07-22 |
| 12.56,96 | Haile Gebrselassie | ETH  | Hengelo, Holland      | 1994-06-04 |
| 12.55,30 | Moses Kiptanui     | KEN  | Rom, Italien          | 1995-06-08 |
| 12.44,39 | Haile Gebrselassie | ETH  | Zürich, Schweiz       | 1995-08-16 |
| 12.41,86 | Haile Gebrselassie | ETH  | Zürich, Schweiz       | 1997-08-13 |
| 12.39,74 | Daniel Komen       | KEN  | Bryssel, Belgien      | 1997-08-22 |
| 12.39,36 | Haile Gebrselassie | ETH  | Helsingfors, Finland  | 1998-06-13 |
| 12.37,35 | Kenenisa Bekele    | ETH  | Hengelo, Holland      | 2004-05-31 |
| 12:35.36 | Joshua Cheptegei   | UGA  | Monaco                | 2020-08-14 |

#### 10 000 meter[1]
| Tid      | Person             | Land | Ort                             | Datum      |
| -------- | ------------------ | ---- | ------------------------------- | ---------- |
| 30:58.8  | Jean Bouin         | FRA  | Colombes, Frankrike             | 1911-11-16 |
| 30:40.2  | Paavo Nurmi        | FIN  | Stockholm, Sverige              | 1921-06-22 |
| 30:35.4  | Ville Ritola       | FIN  | Helsingfors, Finland            | 1924-05-25 |
| 30:23.2  | Ville Ritola       | FIN  | Paris, Frankrike                | 1924-07-06 |
| 30:06.2  | Paavo Nurmi        | FIN  | Kuopio, Finland                 | 1924-08-31 |
| 30:05.6  | Ilmari Salminen    | FIN  | Kouvola, Finland                | 1937-07-18 |
| 30:02.0  | Taisto Mäki        | FIN  | Tammerfors, Finland             | 1938-09-29 |
| 29:52.6  | Taisto Mäki        | FIN  | Helsingfors, Finland            | 1939-09-17 |
| 29:35.4  | Viljo Heino        | FIN  | Helsingfors, Finland            | 1944-08-25 |
| 29:28.2  | Emil Zátopek       | TCH  | Ostrava, Tjeckoslovakien        | 1949-06-11 |
| 29:27.2  | Viljo Heino        | FIN  | Kouvola, Finland                | 1949-09-01 |
| 29:21.2  | Emil Zátopek       | TCH  | Ostrava, Tjeckoslovakien        | 1949-10-22 |
| 29:02.6  | Emil Zátopek       | TCH  | Åbo, Finland                    | 1950-08-04 |
| 29:01.6  | Emil Zátopek       | TCH  | Stará Boleslav, Tjeckoslovakien | 1953-11-01 |
| 28:54.2  | Emil Zátopek       | TCH  | Bryssel, Belgien                | 1954-06-01 |
| 28:42.8  | Sándor Iharos      | HUN  | Budapest, Ungern                | 1956-07-15 |
| 28:30.4  | Vladimir Kuts      | URS  | Moskva, Sovjetunionen           | 1956-09-11 |
| 28:18.8  | Pjotr Bolotnikov   | URS  | Kiev, Sovjetunionen             | 1960-10-15 |
| 28:18.2  | Pjotr Bolotnikov   | URS  | Moskva, Sovjetunionen           | 1962-08-11 |
| 28:15.6  | Ron Clarke         | AUS  | Melbourne, Australien           | 1963-12-18 |
| 27:39.4  | Ron Clarke         | AUS  | Oslo, Norge                     | 1965-07-14 |
| 27:38.4  | Lasse Virén        | FIN  | München, Västtyskland           | 1972-09-03 |
| 27:30.8  | David Bedford      | GBR  | London, Storbritannien          | 1973-07-13 |
| 27:30.5  | Samson Kimobwa     | KEN  | Helsingfors, Finland            | 1977-06-30 |
| 27:22.4  | Henry Rono         | KEN  | Wien, Österrike                 | 1978-06-11 |
| 27:13.81 | Fernando Mamede    | POR  | Stockholm, Sverige              | 1984-07-02 |
| 27:08.23 | Arturo Barrios     | MEX  | Berlin, Västtyskland            | 1989-08-18 |
| 27:07.91 | Richard Chelimo    | KEN  | Stockholm, Sverige              | 1993-07-05 |
| 26:58.38 | Yobes Ondieki      | KEN  | Oslo, Norge                     | 1993-07-10 |
| 26:52.23 | William Sigei      | KEN  | Oslo, Norge                     | 1994-07-22 |
| 26:43.53 | Haile Gebrselassie | ETH  | Hengelo, Nederländerna          | 1995-06-05 |
| 26:38.08 | Salah Hissou       | MAR  | Bryssel, Belgien                | 1996-08-23 |
| 26:31.32 | Haile Gebrselassie | ETH  | Oslo, Norge                     | 1997-07-04 |
| 26:27.85 | Paul Tergat        | KEN  | Bryssel, Belgien                | 1997-08-22 |
| 26:22.75 | Haile Gebrselassie | ETH  | Hengelo, Nederländerna          | 1998-06-01 |
| 26:20.31 | Kenenisa Bekele    | ETH  | Ostrava, Tjeckien               | 2004-06-08 |
| 26:17.53 | Kenenisa Bekele    | ETH  | Bryssel, Belgien                | 2005-08-26 |
| 26:11.00 | Joshua Cheptegei   | UGA  | Valencia, Spanien               | 2020-10-07 |

#### 20 000 meter[1]
| Tid        | Person             | Land | Ort                             | Datum      |
| ---------- | ------------------ | ---- | ------------------------------- | ---------- |
| 1:07:40.2  | Tatu Kolehmainen   | FIN  | Helsingfors, Finland            | 1913-05-18 |
| 1:07:11.2  | Albin Stenroos     | FIN  | Helsingfors, Finland            | 1923-09-09 |
| 1:07:07.2  | Ville Kyrönen      | FIN  | Hamina, Finland                 | 1924-08-31 |
| 1:06:29.0  | Väinö Sipilä       | FIN  | Stockholm, Sverige              | 1925-06-19 |
| 1:04:38.4  | Paavo Nurmi        | FIN  | Stockholm, Sverige              | 1930-09-03 |
| 1:04:00.2  | Juan Carlos Zabala | ARG  | München, Tyskland               | 1936-04-19 |
| 1:03:01.2  | András Csáplar     | HUN  | Budapest, Ungern                | 1941-10-26 |
| 1:02:40.0  | Viljo Heino        | FIN  | Åbo, Finland                    | 1949-09-22 |
| 1:01:15.8+ | Emil Zátopek       | TCH  | Prag, Tjeckoslovakien           | 1951-09-15 |
| 59:51.8+   | Emil Zátopek       | TCH  | Stará Boleslav, Tjeckoslovakien | 1951-09-29 |
| 59:28.6+   | Bill Baillie       | NZL  | Auckland, Nya Zeeland           | 1963-08-24 |
| 59:22.8+   | Ron Clarke         | AUS  | Geelong, Australien             | 1965-10-27 |
| 58:06.2+   | Gaston Roelants    | BEL  | Louvain, Belgien                | 1966-10-28 |
| 57:44.4+   | Gaston Roelants    | BEL  | Bryssel, Belgien                | 1972-09-20 |
| 57:31.6+   | Jos Hermens        | NED  | Papendal, Nederländerna         | 1975-09-28 |
| 57:24.2+   | Jos Hermens        | NED  | Papendal, Nederländerna         | 1976-05-01 |
| 57:18.4    | Dionisio Castro    | POR  | La Flèche, Frankrike            | 1990-03-31 |
| 56:55.6+   | Arturo Barrios     | MEX  | La Flèche, Frankrike            | 1991-03-30 |
| 56:26.0+   | Haile Gebrselassie | ETH  | Ostrava, Tjeckien               | 2007-06-27 |

#### Entimmeslöpning[1]
| Sträcka   | Person             | Land | Ort                             | Datum      |
| --------- | ------------------ | ---- | ------------------------------- | ---------- |
| 18 742 m  | Alfred Shrubb      | GBR  | Glasgow, Storbritannien         | 1904-11-05 |
| 19 021 m  | Jean Bouin         | FRA  | Stockholm, Sverige              | 1913-07-06 |
| 19 210 m  | Paavo Nurmi        | FIN  | Berlin, Tyskland                | 1928-10-07 |
| 19 339 m  | Viljo Heino        | FIN  | Åbo, Finland                    | 1945-09-30 |
| 19 558 m+ | Emil Zátopek       | TCH  | Prag, Tjeckoslovakien           | 1951-09-15 |
| 20 052 m  | Emil Zátopek       | TCH  | Stará Boleslav, Tjeckoslovakien | 1951-09-29 |
| 20 190 m  | Bill Baillie       | NZL  | Auckland, Nya Zeeland           | 1963-08-24 |
| 20 232 m  | Ron Clarke         | AUS  | Geelong, Australien             | 1965-10-27 |
| 20 664 m  | Gaston Roelants    | BEL  | Louvain, Belgien                | 1966-10-28 |
| 20 784 m  | Gaston Roelants    | BEL  | Bryssel, Belgien                | 1972-09-20 |
| 20 907 m  | Jos Hermens        | NED  | Papendal, Nederländerna         | 1975-09-28 |
| 20 944 m  | Jos Hermens        | NED  | Papendal, Nederländerna         | 1976-05-01 |
| 21 101 m  | Arturo Barrios     | MEX  | La Flèche, Frankrike            | 1991-03-30 |
| 21 285 m  | Haile Gebrselassie | ETH  | Ostrava, Tjeckien               | 2007-06-27 |
| 21 330 m  | Mo Farah           | GBR  | Bryssel, Belgien                | 2020-09-04 |

#### 25 000 meter[1]
| Tid        | Person             | Land | Ort                             | Datum      |
| ---------- | ------------------ | ---- | ------------------------------- | ---------- |
| 1:26:29.6  | Hannes Kolehmainen | FIN  | Tammerfors, Finland             | 1920-10-10 |
| 1:25:20.0  | Hannes Kolehmainen | FIN  | Tammerfors, Finland             | 1922-06-22 |
| 1:24:24.0+ | Martti Marttelin   | FIN  | Tammerfors, Finland             | 1928-09-16 |
| 1:23:45.8  | Ernest Harper      | GBR  | Berlin, Tyskland                | 1929-08-25 |
| 1:22:28.8  | Martti Marttelin   | FIN  | Viborg, Finland                 | 1930-09-14 |
| 1:21:27.0  | Erkki Tamila       | FIN  | Joensuu, Finland                | 1939-09-03 |
| 1:20:14.0  | Mikko Hietanen     | FIN  | Kokkola, Finland                | 1948-05-23 |
| 1:19:11.8+ | Emil Zátopek       | TCH  | Stará Boleslav, Tjeckoslovakien | 1952-10-26 |
| 1:17:34.0  | Albert Ivanov      | URS  | Moskva, Sovjetunionen           | 1955-09-27 |
| 1:16:36.4  | Emil Zátopek       | TCH  | Celákovice, Tjeckoslovakien     | 1955-10-29 |
| 1:15:22.6  | Ron Hill           | GBR  | Bolton, Storbritannien          | 1965-07-21 |
| 1:14:55.6  | Seppo Nikkari      | FIN  | Jyväskylä, Finland              | 1973-10-14 |
| 1:14:16.8  | Pekka Päivärinta   | FIN  | Uleåborg, Finland               | 1975-05-15 |
| 1:14:11.8+ | Bill Rodgers       | USA  | Saratoga, USA                   | 1979-02-21 |
| 1:13:55.8+ | Toshihiko Seko     | JAP  | Christchurch, Nya Zeeland       | 1981-03-22 |
| 1:12:25.4+ | Moses Mosop        | KEN  | Eugene, USA                     | 2011-06-03 |

#### 30 000 meter[1]
| Tid       | Person                 | Land | Ort                              | Datum      |
| --------- | ---------------------- | ---- | -------------------------------- | ---------- |
| 1:48:06.2 | Albin Stenroos         | FIN  | Helsingfors, Finland             | 1915-09-26 |
| 1:47:13.4 | Hannes Kolehmainen     | FIN  | Viborg, Finland                  | 1922-10-01 |
| 1:46:11.6 | Albin Stenroos         | FIN  | Viborg, Finland                  | 1924-08-31 |
| 1:43:07.8 | Väinö Sipilä           | FIN  | Tammerfors, Finland              | 1928-09-16 |
| 1:42:30.4 | Juan Carlos Zabala     | ARG  | Wien, Österrike                  | 1931-10-10 |
| 1:40:57.6 | José Ribas             | ARG  | Buenos Aires, Argentina          | 1932-05-27 |
| 1:40:49.8 | Mikko Hietanen         | FIN  | Jyväskylä, Finland               | 1947-09-28 |
| 1:40:46.4 | Mikko Hietanen         | FIN  | Jyväskylä, Finland               | 1948-06-20 |
| 1:39:14.6 | Feodosiy Vanin         | URS  | Tbilisi, Sovjetunionen           | 1949-11-01 |
| 1:38:54.0 | Yakov Moskachenkov     | URS  | Moskva, Sovjetunionen            | 1951-10-03 |
| 1:35:23.8 | Emil Zátopek           | TCH  | Stará Boleslav, Tjeckoslovakien  | 1952-10-26 |
| 1:35:03.6 | Antti Viskari          | FIN  | Villmanstrand, Finland           | 1956-10-21 |
| 1:35:01.0 | Albert Ivanov          | URS  | Moskva, Sovjetunionen            | 1957-06-06 |
| 1:34:41.2 | Aurèle Vandendriessche | BEL  | Waregem, Belgien                 | 1962-10-03 |
| 1:34:32.2 | Viktor Baykov          | URS  | Moskva, Sovjetunionen            | 1963-06-22 |
| 1:34:01.8 | Jim Alder              | GBR  | Walton-on-Thames, Storbritannien | 1964-10-17 |
| 1:32:34.6 | Tim Johnston           | GBR  | Walton-on-Thames, Storbritannien | 1965-10-16 |
| 1:32:25.4 | Jim Hogan              | GBR  | Walton-on-Thames, Storbritannien | 1966-11-12 |
| 1:31:30.4 | Jim Alder              | GBR  | London, Storbritannien           | 1970-09-05 |
| 1:29:18.8 | Toshihiko Seko         | JAP  | Christchurch, Nya Zeeland        | 1981-03-22 |
| 1:26:47.4 | Moses Mosop            | KEN  | Eugene, USA                      | 2011-06-03 |

#### 3 000 meter hinder[1]
| Tid     | Person                | Land | Ort                    | Datum      |
| ------- | --------------------- | ---- | ---------------------- | ---------- |
| 8:49.6  | Sándor Rozsnyói       | HUN  | Bern, Schweiz          | 1954-08-28 |
| 8:47.8  | Pentti Karvonen       | FIN  | Helsingfors, Finland   | 1955-07-01 |
| 8:45.4  | Pentti Karvonen       | FIN  | Oslo, Norge            | 1955-07-15 |
| 8:45.4  | Vasiliy Vlasenko      | URS  | Moskva, Sovjetunionen  | 1955-08-18 |
| 8:41.2  | Jerzy Chromik         | POL  | Brno, Tjeckoslovakien  | 1955-08-31 |
| 8:40.2  | Jerzy Chromik         | POL  | Budapest, Ungern       | 1955-09-11 |
| 8:39.8  | Semyon Rzhishchin     | URS  | Moskva, Sovjetunionen  | 1956-08-14 |
| 8:35.6  | Sándor Rozsnyói       | HUN  | Budapest, Ungern       | 1956-09-16 |
| 8:35.6  | Semyon Rzhishchin     | URS  | Tallinn, Sovjetunionen | 1958-07-21 |
| 8:32.0  | Jerzy Chromik         | POL  | Warszawa, Polen        | 1958-08-02 |
| 8:31.4  | Zdzislaw Krzyszkowiak | POL  | Tula, Sovjetunionen    | 1960-06-26 |
| 8:31.2  | Grigoriy Taran        | URS  | Kiev, Sovjetunionen    | 1961-05-28 |
| 8:30.4  | Zdzislaw Krzyszkowiak | POL  | Walcz, Polen           | 1961-08-10 |
| 8:29.6  | Gaston Roelants       | BEL  | Leuven, Belgien        | 1963-09-07 |
| 8:26.4  | Gaston Roelants       | BEL  | Bryssel, Belgien       | 1965-08-07 |
| 8:24.2  | Jouko Kuha            | FIN  | Stockholm, Sverige     | 1968-07-17 |
| 8:22.2  | Vladimir Dudin        | URS  | Kiev, Sovjetunionen    | 1969-08-19 |
| 8:22.0  | Kerry O'Brien         | AUS  | Berlin, Västtyskland   | 1970-07-04 |
| 8:20.8  | Anders Gärderud       | SWE  | Helsingfors, Finland   | 1972-09-14 |
| 8:19.8  | Benjamin Jipcho       | KEN  | Helsingfors, Finland   | 1973-06-19 |
| 8:14.0  | Benjamin Jipcho       | KEN  | Helsingfors, Finland   | 1973-06-27 |
| 8:10.4  | Anders Gärderud       | SWE  | Oslo, Norge            | 1975-06-25 |
| 8:09.8  | Anders Gärderud       | SWE  | Stockholm, Sverige     | 1975-07-01 |
| 8:08.0  | Anders Gärderud       | SWE  | Montréal, Kanada       | 1976-07-28 |
| 8:05.4  | Henry Rono            | KEN  | Seattle, USA           | 1978-05-13 |
| 8:05.35 | Peter Koech           | KEN  | Stockholm, Sverige     | 1989-07-03 |
| 8:02.08 | Moses Kiptanui        | KEN  | Zürich, Schweiz        | 1992-08-19 |
| 7:59.18 | Moses Kiptanui        | KEN  | Zürich, Schweiz        | 1995-08-16 |
| 7:59.08 | Wilson Boit Kipketer  | KEN  | Zürich, Schweiz        | 1997-08-13 |
| 7:55.72 | Bernard Barmasai      | KEN  | Köln, Tyskland         | 1997-08-24 |
| 7:55.28 | Brahim Boulami        | MAR  | Bryssel, Belgien       | 2001-08-24 |
| 7:53.63 | Saif Saaeed Shaheen   | QAT  | Bryssel, Belgien       | 2004-09-03 |
| 7:52.11 | Lamecha Girma         | ETH  | Paris, Frankrike       | 2023-06-09 |

#### 110 meter häck[1]

##### Manuell tidtagning
| Tid  | Vind | Person                 | Land | Ort                      | Datum      |
| ---- | ---- | ---------------------- | ---- | ------------------------ | ---------- |
| 15.0 |      | Forrest Smithson       | USA  | London, Storbritannien   | 1908-07-25 |
| 14.8 |      | Earl Thomson           | CAN  | Antwerpen, Belgien       | 1920-08-18 |
| 14.8 |      | Sten Pettersson        | SWE  | Stockholm, Sverige       | 1927-09-18 |
| 14.6 |      | George Weightman-Smith | RSA  | Amsterdam, Nederländerna | 1928-07-31 |
| 14.4 |      | Eric Wennström         | SWE  | Stockholm, Sverige       | 1929-08-25 |
| 14.4 |      | Bengt Sjöstedt         | FIN  | Helsingfors, Finland     | 1931-09-05 |
| 14.4 |      | Percy Beard            | USA  | Cambridge, USA           | 1932-06-18 |
| 14.4 | -0.2 | Jack Keller            | USA  | Palo Alto, USA           | 1932-07-16 |
| 14.4 |      | George Saling          | USA  | Los Angeles, USA         | 1932-08-02 |
| 14.4 |      | John Morriss           | USA  | Budapest, Ungern         | 1933-08-12 |
| 14.4 |      | John Morriss           | USA  | Turin, Italien           | 1933-09-08 |
| 14.3 |      | Percy Beard            | USA  | Stockholm, Sverige       | 1934-07-26 |
| 14.2 |      | Percy Beard            | USA  | Oslo, Norge              | 1934-08-06 |
| 14.2 |      | Alvin Moreau           | USA  | Oslo, Norge              | 1935-08-02 |
| 14.1 | 2.4  | Forrest Towns          | USA  | Chicago, USA             | 1936-06-19 |
| 14.1 | 1.3  | Forrest Towns          | USA  | Berlin, Tyskland         | 1936-08-06 |
| 13.7 | 0.0  | Forrest Towns          | USA  | Oslo, Norge              | 1936-08-27 |
| 13.7 | 0.0  | Fred Wolcott           | USA  | Philadelphia, USA        | 1941-06-29 |
| 13.6 | 0.9  | Dick Attlesey          | USA  | College Park, USA        | 1950-06-24 |
| 13.5 |      | Dick Attlesey          | USA  | Helsingfors, Finland     | 1950-07-10 |
| 13.4 | 0.0  | Jack Davis             | USA  | Bakersfield, USA         | 1956-06-22 |
| 13.2 | 1.9  | Martin Lauer           | FRG  | Zürich, Schweiz          | 1959-07-07 |
| 13.2 | 0.0  | Lee Calhoun            | USA  | Bern, Schweiz            | 1960-08-21 |
| 13.2 | 1.8  | Earl McCullouch        | USA  | Minneapolis, USA         | 1967-07-16 |
| 13.2 | -0.9 | Willie Davenport       | USA  | Zürich, Schweiz          | 1969-07-04 |
| 13.2 | 0.0  | Rod Milburn            | USA  | München, Västtyskland    | 1972-09-07 |
| 13.1 | 1.1  | Rod Milburn            | USA  | Zürich, Schweiz          | 1973-07-06 |
| 13.1 | 1.5  | Rod Milburn            | USA  | Siena, Italien           | 1973-07-22 |
| 13.1 | 1.2  | Guy Drut               | FRA  | Saint Maur, Frankrike    | 1975-07-23 |
| 13.0 | 1.8  | Guy Drut               | FRA  | Berlin, Västtyskland     | 1975-08-22 |

##### Elektronisk tidtagning
| Tid   | Vind | Person            | Land | Ort                   | Datum      |
| ----- | ---- | ----------------- | ---- | --------------------- | ---------- |
| 13.24 | 0.0  | Rod Milburn       | USA  | München, Västtyskland | 1972-09-07 |
| 13.21 | 0.6  | Alejandro Casanas | CUB  | Sofia, Bulgarien      | 1977-08-21 |
| 13.16 | 1.7  | Renaldo Nehemiah  | USA  | San José, USA         | 1979-04-14 |
| 13.00 | 0.9  | Renaldo Nehemiah  | USA  | Los Angeles, USA      | 1979-05-06 |
| 12.93 | -0.2 | Renaldo Nehemiah  | USA  | Zürich, Schweiz       | 1981-08-19 |
| 12.92 | -0.1 | Roger Kingdom     | USA  | Zürich, Schweiz       | 1989-08-16 |
| 12.91 | 0.5  | Colin Jackson     | GBR  | Stuttgart, Tyskland   | 1993-08-20 |
| 12.91 | 0.3  | Liu Xiang         | CHN  | Aten, Grekland        | 2004-08-27 |
| 12.88 | 1.1  | Liu Xiang         | CHN  | Lausanne, Schweiz     | 2006-07-11 |
| 12.87 | 0.9  | Dayron Robles     | CUB  | Ostrava, Tjeckien     | 2008-06-12 |
| 12.80 | 0.3  | Aries Merritt     | USA  | Bryssel, Belgien      | 2012-09-07 |

#### 400 meter häck[1]
y betecknar tider noterade på distansen 440 yards (402,34 m).

##### Manuell tidtagning
| Tid   | Person            | Land | Ort                     | Datum      |
| ----- | ----------------- | ---- | ----------------------- | ---------- |
| 55.0  | Charles Bacon     | USA  | London, Storbritannien  | 1908-07-22 |
| 54.0  | Frank Loomis      | USA  | Antwerpen, Belgien      | 1920-08-16 |
| 53.8  | Sten Pettersson   | SWE  | Colombes, Frankrike     | 1925-10-04 |
| 52.6y | John Gibson       | USA  | Lincoln, Storbritannien | 1927-07-02 |
| 52.0  | Morgan Taylor     | USA  | Philadelphia, USA       | 1928-07-04 |
| 52.0  | Glenn Hardin      | USA  | Los Angeles, USA        | 1932-08-01 |
| 51.8  | Glenn Hardin      | USA  | Milwaukee, USA          | 1934-06-30 |
| 50.6  | Glenn Hardin      | USA  | Stockholm, Sverige      | 1934-07-26 |
| 50.4  | Juri Litujev      | URS  | Budapest, Ungern        | 1953-09-20 |
| 49.5  | Glenn Davis       | USA  | Los Angeles, USA        | 1956-06-29 |
| 49.2  | Glenn Davis       | USA  | Budapest, Ungern        | 1958-08-06 |
| 49.2  | Salvatore Morale  | ITA  | Belgrad, Jugoslavien    | 1962-09-14 |
| 49.1  | Rex Cawley        | USA  | Los Angeles, USA        | 1964-09-13 |
| 48.8  | Geoff Vanderstock | USA  | Echo Summit, USA        | 1968-09-11 |
| 48.1  | David Hemery      | GBR  | Mexico City, Mexiko     | 1968-10-15 |
| 47.8  | John Akii-Bua     | UGA  | München, Västtyskland   | 1972-09-02 |

##### Elektronisk tidtagning
| Tid   | Person          | Land | Ort                   | Datum      |
| ----- | --------------- | ---- | --------------------- | ---------- |
| 47.82 | John Akii-Bua   | UGA  | München, Västtyskland | 1972-09-02 |
| 47.64 | Edwin Moses     | USA  | Montréal, Kanada      | 1976-07-25 |
| 47.45 | Edwin Moses     | USA  | Los Angeles, USA      | 1977-06-11 |
| 47.13 | Edwin Moses     | USA  | Milano, Italien       | 1980-07-03 |
| 47.02 | Edwin Moses     | USA  | Koblenz, Västtyskland | 1983-08-31 |
| 46.78 | Kevin Young     | USA  | Barcelona, Spanien    | 1992-08-06 |
| 46.70 | Karsten Warholm | NOR  | Oslo, Norge           | 2021-07-01 |
| 45.94 | Karsten Warholm | NOR  | Tokyo, Japan          | 2021-08-03 |

#### 4 x 100 meter[1]
y betecknar tider noterade på distansen 4 x 110 yards (402,34 m).

##### Manuell tidtagning
| Tid   | Lag                               | Land | Ort                      | Datum      |
| ----- | --------------------------------- | ---- | ------------------------ | ---------- |
| 42.3  | Tyskland                          | GER  | Stockholm, Sverige       | 1912-07-08 |
| 42.2  | USA                               | USA  | Antwerpen, Belgien       | 1920-08-22 |
| 42.0  | Storbritannien och Nordirland     | GBR  | Colombes, Frankrike      | 1924-07-12 |
| 42.0  | Nederländerna                     | NED  | Colombes, Frankrike      | 1924-07-12 |
| 41.0  | USA                               | USA  | Colombes, Frankrike      | 1924-07-13 |
| 41.0y | Newark AC                         | USA  | Lincoln, USA             | 1927-07-04 |
| 41.0  | Eintracht Frankfurt               | GER  | Halle, Tyskland          | 1928-06-10 |
| 41.0  | USA                               | USA  | Amsterdam, Nederländerna | 1928-08-05 |
| 40.8  | Tyskland                          | GER  | Berlin, Tyskland         | 1928-09-02 |
| 40.8  | SC Charlottenburg                 | GER  | Breslau, Tyskland        | 1929-07-22 |
| 40.8y | University of Southern California | USA  | Fresno, USA              | 1931-05-09 |
| 40.6  | Tyskland                          | GER  | Kassel, Tyskland         | 1932-06-14 |
| 40.0  | USA                               | USA  | Los Angeles, USA         | 1932-08-07 |
| 39.8  | USA                               | USA  | Berlin, Tyskland         | 1936-08-09 |
| 39.5  | USA                               | USA  | Melbourne, Australien    | 1956-12-01 |
| 39.5  | Tyskland                          | FRG  | Köln, Västtyskland       | 1958-08-29 |
| 39.5  | Tyskland                          | FRG  | Rom, Italien             | 1960-09-07 |
| 39.5  | Tyskland                          | FRG  | Rom, Italien             | 1960-09-08 |
| 39.1  | USA                               | USA  | Moskva, Sovjetunionen    | 1961-07-15 |
| 39.0  | USA                               | USA  | Tokyo, Japan             | 1964-10-21 |
| 38.6y | University of Southern California | USA  | Provo, USA               | 1967-06-17 |
| 38.6  | Jamaica                           | JAM  | Mexico City, Mexiko      | 1968-10-19 |
| 38.3  | Jamaica                           | JAM  | Mexico City, Mexiko      | 1968-10-19 |
| 38.2  | USA                               | USA  | Mexico City, Mexiko      | 1968-10-20 |
| 38.2  | USA                               | USA  | München, Västtyskland    | 1972-09-10 |

##### Elektronisk tidtagning
| Tid   | Lag                     | Land | Ort                      | Datum      |
| ----- | ----------------------- | ---- | ------------------------ | ---------- |
| 38.19 | USA                     | USA  | München, Västtyskland    | 1972-09-10 |
| 38.03 | USA                     | USA  | Düsseldorf, Västtyskland | 1977-09-03 |
| 37.86 | USA                     | USA  | Helsingfors, Finland     | 1983-08-10 |
| 37.83 | USA                     | USA  | Los Angeles, USA         | 1984-08-11 |
| 37.79 | Frankrike               | FRA  | Split, Jugoslavien       | 1990-09-01 |
| 37.79 | Santa Monica Track Club | USA  | Monaco                   | 1991-08-03 |
| 37.67 | USA 1                   | USA  | Zürich, Schweiz          | 1991-08-07 |
| 37.50 | USA                     | USA  | Tokyo, Japan             | 1991-09-01 |
| 37.40 | USA                     | USA  | Barcelona, Spanien       | 1992-08-08 |
| 37.40 | USA                     | USA  | Stuttgart, Tyskland      | 1993-08-21 |
| 37.10 | Jamaica                 | JAM  | Beijing, Kina            | 2008-08-22 |
| 37.04 | Jamaica                 | JAM  | Daegu, Sydkorea          | 2011-09-04 |
| 36.84 | USA                     | USA  | London, Storbritannien   | 2012-08-11 |

#### 4 x 200 meter[1]
y betecknar tider noterade på 4 x 220 yards (804,67 m).
| Tid     | Lag                               | Land | Ort                   | Datum      |
| ------- | --------------------------------- | ---- | --------------------- | ---------- |
| 1:36.0  | AIK                               | SWE  | Stockholm, Sverige    | 1908-09-13 |
| 1:27.8y | University of Pennsylvania        | USA  | Philadelphia, USA     | 1919-06-07 |
| 1:27.4y | New York AC                       | USA  | Pasadena, USA         | 1921-07-05 |
| 1:25.8y | University of Southern California | USA  | Los Angeles, USA      | 1927-05-14 |
| 1:25.0y | Palo Alto University              | USA  | Fresno, USA           | 1937-05-15 |
| 1:24.4y | University of Southern California | USA  | Fresno, USA           | 1949-05-14 |
| 1:24.0y | University of Southern California | USA  | Los Angeles, USA      | 1949-05-20 |
| 1:24.0y | Abilene Christian College         | USA  | Modesto, USA          | 1956-05-26 |
| 1:23.8y | USA                               | USA  | Sydney, Australien    | 1956-12-05 |
| 1:22.7y | University of Texas               | USA  | Austin, USA           | 1957-04-05 |
| 1:22.6y | Abilene Christian College         | USA  | Modesto, USA          | 1958-05-31 |
| 1:22.1y | San Jose State College            | USA  | Fresno, USA           | 1967-05-13 |
| 1:21.7y | Texas A&M University              | USA  | Des Moines, USA       | 1970-04-24 |
| 1:21.5  | Italien                           | ITA  | Barletta, Italien     | 1972-07-21 |
| 1:21.5  | University of Tennessee           | USA  | Philadelphia, USA     | 1976-04-24 |
| 1:21.4  | Arizona State University          | USA  | Philadelphia, USA     | 1977-04-30 |
| 1:20.3  | University of Southern California | USA  | Tempe, USA            | 1978-05-27 |
| 1:19.38 | Santa Monica Track Club           | USA  | Koblenz, Västtyskland | 1989-08-23 |
| 1:19.11 | Santa Monica Track Club           | USA  | Philadelphia, USA     | 1992-04-25 |
| 1:18.68 | Santa Monica Track Club           | USA  | Walnut, USA           | 1994-04-17 |
| 1:18.63 | Jamaica                           | JAM  | Nassau, Bahamas       | 2014-05-24 |

#### 4 x 400 meter[1]
y betecknar tider noterade på distansen 4 x 440 yards (1609,34 m).
| Tid            | Lag                  | Land | Ort                      | Datum      |
| -------------- | -------------------- | ---- | ------------------------ | ---------- |
| 3:18.2y        | Irish-American AC    | USA  | New York, USA            | 1911-09-04 |
| 3:16.6         | USA                  | USA  | Stockholm, Sverige       | 1912-07-15 |
| 3:16.0         | USA                  | USA  | Colombes, Frankrike      | 1924-07-13 |
| 3:14.2         | USA                  | USA  | Amsterdam, Nederländerna | 1928-08-05 |
| 3:13.4y        | USA                  | USA  | London, Storbritannien   | 1928-08-11 |
| 3:12.6y        | Palo Alto University | USA  | Fresno, USA              | 1931-05-08 |
| 3:08.2         | USA                  | USA  | Los Angeles, USA         | 1932-08-07 |
| 3:03.9         | Jamaica              | JAM  | Helsingfors, Finland     | 1952-07-27 |
| 3:02.2         | USA                  | USA  | Rom, Italien             | 1960-09-08 |
| 3:00.7         | USA                  | USA  | Tokyo, Japan             | 1964-10-21 |
| 2:59.6         | USA                  | USA  | Los Angeles, USA         | 1966-07-24 |
| 2:56.1/2:56.16 | USA                  | USA  | Mexico City, Mexiko      | 1968-10-20 |
| 2:56.16        | USA                  | USA  | Seoul, Sydkorea          | 1988-10-01 |
| 2:55.74        | USA                  | USA  | Barcelona, Spanien       | 1992-08-08 |
| 2:54.29        | USA                  | USA  | Stuttgart, Tyskland      | 1993-08-22 |

#### 4 x 800 meter[1]
y betecknar tider noterade på distansen 4 x 880 yards (3218,69 m).
| Tid     | Lag                         | Land | Ort                             | Datum      |
| ------- | --------------------------- | ---- | ------------------------------- | ---------- |
| 7:41.4y | Boston AA                   | USA  | Philadelphia, USA               | 1926-07-06 |
| 7:35.8y | USA                         | USA  | London, Storbritannien          | 1936-08-15 |
| 7:34.5y | University of California    | USA  | Los Angeles, USA                | 1941-05-24 |
| 7:30.4  | Tyskland                    | GER  | Braunschweig, Tyskland          | 1941-08-23 |
| 7:29.0  | Sverige                     | SWE  | Stockholm, Sverige              | 1946-09-13 |
| 7:28.0  | ÚDA Praha                   | TCH  | Stará Boleslav, Tjeckoslovakien | 1953-07-29 |
| 7:27.3y | Fordham University          | USA  | Los Angeles, USA                | 1954-05-21 |
| 7:26.8  | Sovjets armélag             | URS  | Kiev, Sovjetunionen             | 1954-07-25 |
| 7:26.4  | ZSKA Moskva                 | URS  | Riga, Sovjetunionen             | 1955-08-01 |
| 7:15.8  | Belgien                     | BEL  | Bryssel, Belgien                | 1956-08-08 |
| 7:08.6  | Västtyskland                | FRG  | Wiesbaden, Västtyskland         | 1966-08-13 |
| 7:08.1  | Sovjet                      | URS  | Podolsk, Sovjetunionen          | 1978-08-13 |
| 7:03.89 | Storbritannien & Nordirland | GBR  | London, Storbritannien          | 1982-08-30 |
| 7:02.43 | Kenya                       | KEN  | Bryssel, Belgien                | 2006-08-25 |

#### 4 x 1500 meter[1]
| Tid      | Lag                         | Land | Ort                    | Datum      |
| -------- | --------------------------- | ---- | ---------------------- | ---------- |
| 16:40.2  | IK Göta Stockholm           | SWE  | Stockholm, Sverige     | 1919-08-12 |
| 16:37.0  | IF Linnéa Stockholm         | SWE  | Norrköping, Sverige    | 1925-08-02 |
| 16:26.2  | Turun Urheiluliitto Turku   | FIN  | Stockholm, Sverige     | 1926-07-12 |
| 16:11.4  | Turun Urheiluliitto Turku   | FIN  | Viborg, Finland        | 1926-07-17 |
| 15:55.6  | Storbritannien & Nordirland | GBR  | Köln, Tyskland         | 1931-08-30 |
| 15:54.8  | Finland                     | FIN  | Göteborg, Sverige      | 1939-09-17 |
| 15:42.0  | Brandkårens IK Stockholm    | SWE  | Göteborg, Sverige      | 1941-08-03 |
| 15:38.6  | Malmö AI                    | SWE  | Norrköping, Sverige    | 1945-07-29 |
| 15:34.6  | Gefle IF                    | SWE  | Karlstad, Sverige      | 1947-07-27 |
| 15:30.2  | Gefle IF                    | SWE  | Gävle, Sverige         | 1949-07-03 |
| 15:29.2  | Ungern                      | HUN  | Budapest, Ungern       | 1953-09-23 |
| 15:27.2  | Storbritannien & Nordirland | GBR  | London, Storbritannien | 1953-09-23 |
| 15:21.2  | Honvéd Budapest             | HUN  | Budapest, Ungern       | 1954-07-14 |
| 15:14.8  | Honvéd Budapest             | HUN  | Budapest, Ungern       | 1955-09-29 |
| 15:11.4  | Östtyskland                 | GDR  | Poznan, Polen          | 1958-08-09 |
| 15:04.2  | Frankrike                   | FRA  | Versailles, Frankrike  | 1961-06-28 |
| 14:58.0  | Östtyskland                 | GDR  | Potsdam, Östtyskland   | 1963-07-23 |
| 14:49.0  | Frankrike                   | FRA  | Saint Maur, Frankrike  | 1965-06-25 |
| 14:38.8  | Västtyskland                | FRG  | Köln, Västtyskland     | 1977-08-17 |
| 14:36.23 | Kenya                       | KEN  | Bryssel, Belgien       | 2009-09-04 |
| 14:22.22 | Kenya                       | KEN  | Nassau, Bahamas        | 2014-05-25 |

### Landsvägslöpning
IAAF noterar officiella världsrekord i landsvägslöpning sedan den 1 januari 2004.
+ anger att tiden är en mellantid i ett längre lopp.

#### 10 km[1]
| Tid   | Person                | Land | Ort                     | Datum      |
| ----- | --------------------- | ---- | ----------------------- | ---------- |
| 27:02 | Haile Gebrselassie    | ETH  | Doha, Qatar             | 2002-12-11 |
| 27:01 | Micah Kogo            | KEN  | Brunssum, Nederländerna | 2009-03-29 |
| 26:44 | Leonard Patrick Komon | KEN  | Utrecht, Nederländerna  | 2010-09-26 |

#### 15 km[1]
| Tid    | Person                | Land | Ort                                   | Datum      |
| ------ | --------------------- | ---- | ------------------------------------- | ---------- |
| 41:29  | Felix Limo            | KEN  | Nijmegen, Nederländerna               | 2001-11-11 |
| 41:29+ | Deriba Merga          | ETH  | Ras Al Khaimah, Förenade Arabemiraten | 2009-02-20 |
| 41:13  | Leonard Patrick Komon | KEN  | Nijmegen, Nederländerna               | 2010-11-21 |

#### 20 km[1]
| Tid    | Person             | Land | Ort                | Datum      |
| ------ | ------------------ | ---- | ------------------ | ---------- |
| 56:18+ | Paul Tergat        | KEN  | Milano, Italien    | 1998-04-04 |
| 55:48+ | Haile Gebrselassie | ETH  | Tempe, USA         | 2006-01-15 |
| 55:21+ | Zersenay Tadese    | ERI  | Lissabon, Portugal | 2010-03-21 |

#### Halvmarathon[1]
| Tid   | Person             | Land | Ort                      | Datum      |
| ----- | ------------------ | ---- | ------------------------ | ---------- |
| 59:17 | Paul Tergat        | KEN  | Milano, Italien          | 1998-04-04 |
| 59:16 | Samuel Wanjiru     | KEN  | Rotterdam, Nederländerna | 2005-09-11 |
| 58:55 | Haile Gebrselassie | ETH  | Tempe, USA               | 2006-01-15 |
| 58:33 | Samuel Wanjiru     | KEN  | Haag, Nederländerna      | 2007-03-17 |
| 58:23 | Zersenay Tadese    | ERI  | Lissabon, Portugal       | 2010-03-21 |

#### 25 km[1]
| Tid     | Person         | Land | Ort              | Datum      |
| ------- | -------------- | ---- | ---------------- | ---------- |
| 1:13:14 | Rodgers Rop    | KEN  | Berlin, Tyskland | 2001-05-06 |
| 1:12:45 | Paul Koskei    | KEN  | Berlin, Tyskland | 2004-05-09 |
| 1:11:50 | Samuel Kosgei  | KEN  | Berlin, Tyskland | 2010-05-09 |
| 1:11:18 | Dennis Kimetto | KEN  | Berlin, Tyskland | 2012-05-06 |

#### 30 km[1]
| Tid      | Person                | Land | Ort              | Datum      |
| -------- | --------------------- | ---- | ---------------- | ---------- |
| 1:28:36  | Takayuki Matsumiya    | JPN  | Kumamoto, Japan  | 2003-02-16 |
| 1:28:00  | Takayuki Matsumiya    | JPN  | Kumamoto, Japan  | 2005-02-27 |
| 1:27:49+ | Haile Gebrselassie    | ETH  | Berlin, Tyskland | 2009-09-20 |
| 1:27:38+ | Patrick Makau Musyoki | KEN  | Berlin, Tyskland | 2011-09-25 |

#### Marathon[1]
| Tid     | Person                | Land | Ort                    | Datum      |
| ------- | --------------------- | ---- | ---------------------- | ---------- |
| 2.05.38 | Khalid Khannouchi     | USA  | London, Storbritannien | 2002-04-14 |
| 2.04.55 | Paul Tergat           | KEN  | Berlin, Tyskland       | 2003-09-28 |
| 2.04.26 | Haile Gebrselassie    | ETH  | Berlin, Tyskland       | 2007-09-30 |
| 2.03.59 | Haile Gebrselassie    | ETH  | Berlin, Tyskland       | 2008-09-28 |
| 2:03:38 | Patrick Makau Musyoki | KEN  | Berlin, Tyskland       | 2011-09-25 |

#### 100 km[1]
| Tid     | Person          | Land | Ort            | Datum      |
| ------- | --------------- | ---- | -------------- | ---------- |
| 6:13:33 | Takahiro Sunada | JPN  | Yubetsu, Japan | 1998-06-21 |

#### Marathonstafett[1]
| Tid     | Lag     | Land | Ort                | Datum      |
| ------- | ------- | ---- | ------------------ | ---------- |
| 1:57:56 | Marocko | MAR  | Litohoro, Grekland | 1994-04-17 |
| 1:57:06 | Kenya   | KEN  | Chiba, Japan       | 2005-11-23 |

## Damer

### Banlöpning

#### 100 meter[1]

##### Manuell tidtagning
| Tid  | Vind | Person                  | Land | Ort                      | Datum      |
| ---- | ---- | ----------------------- | ---- | ------------------------ | ---------- |
| 13.6 |      | Marie Mejzlíková II     | TCH  | Prag, Tjeckoslovakien    | 1922-08-05 |
| 12.8 |      | Mary Lines              | GBR  | Paris, Frankrike         | 1922-08-20 |
| 12.4 |      | Gundel Wittman          | GER  | Braunschweig, Tyskland   | 1926-08-22 |
| 12.2 |      | Kinue Hitomi            | JPN  | Osaka, Japan             | 1928-05-20 |
| 12.0 |      | Myrtle Cook             | CAN  | Halifax, Kanada          | 1928-07-02 |
| 12.0 |      | Tollien Schuurman       | NED  | Amsterdam, Nederländerna | 1930-08-31 |
| 11.9 |      | Tollien Schuurman       | NED  | Haarlem, Nederländerna   | 1932-06-05 |
| 11.9 |      | Stanislawa Walasiewicz  | POL  | Los Angeles, USA         | 1932-08-01 |
| 11.8 |      | Stanislawa Walasiewicz  | POL  | Poznan, Polen            | 1933-09-17 |
| 11.7 |      | Stanislawa Walasiewicz  | POL  | Warszawa, Polen          | 1934-08-26 |
| 11.6 |      | Helen Stephens          | USA  | Kansas City, USA         | 1935-06-08 |
| 11.6 |      | Stanislawa Walasiewicz  | POL  | Berlin, Tyskland         | 1937-08-01 |
| 11.5 |      | Fanny Blankers-Koen     | NED  | Amsterdam, Nederländerna | 1948-06-13 |
| 11.5 | 1.7  | Marjorie Jackson        | AUS  | Helsingfors, Finland     | 1952-06-22 |
| 11.4 | 1.7  | Marjorie Jackson        | AUS  | Gifu, Japan              | 1952-10-04 |
| 11.3 | 1.4  | Shirley Strickland      | AUS  | Warszawa, Polen          | 1955-08-04 |
| 11.3 | 1.4  | Vera Krepkina           | URS  | Kiev, Sovjetunionen      | 1958-09-13 |
| 11.3 | 0.8  | Wilma Rudolph           | USA  | Rom, Italien             | 1960-09-02 |
| 11.2 |      | Wilma Rudolph           | USA  | Stuttgart, Västtyskland  | 1961-07-19 |
| 11.2 | 0.2  | Wyomia Tyus             | USA  | Tokyo, Japan             | 1964-10-15 |
| 11.1 | 2.0  | Irena Kirszenstein      | POL  | Prag, Tjeckoslovakien    | 1965-07-09 |
| 11.1 |      | Wyomia Tyus             | USA  | Kiev, Sovjetunionen      | 1965-07-31 |
| 11.1 | 0.3  | Barbara Ferrell         | USA  | Santa Barbara, USA       | 1967-07-02 |
| 11.1 | 0.0  | Ljudmila Samotjosova    | URS  | Leninakan, Sovjetunionen | 1968-08-15 |
| 11.1 | 1.8  | Irena Szewinska         | POL  | Mexico City, Mexiko      | 1968-10-14 |
| 11.0 | 1.2  | Wyomia Tyus             | USA  | Mexico City, Mexiko      | 1968-10-15 |
| 11.0 | 1.9  | Chi Cheng               | TPE  | Wien, Österrike          | 1970-07-18 |
| 11.0 | 1.9  | Renate Meissner         | GDR  | Berlin, Östtyskland      | 1970-08-02 |
| 11.0 | 1.7  | Renate Meissner/Stecher | GDR  | Berlin, Östtyskland      | 1971-07-31 |
| 11.0 | -1.5 | Renate Stecher          | GDR  | Potsdam, Östtyskland     | 1972-06-03 |
| 11.0 | 1.9  | Ellen Stropahl          | GDR  | Potsdam, Östtyskland     | 1972-06-15 |
| 11.0 | 1.4  | Eva Glesková            | TCH  | Budapest, Ungern         | 1972-07-01 |
| 10.9 | 1.9  | Renate Stecher          | GDR  | Ostrava, Tjeckoslovakien | 1973-06-07 |
| 10.8 | 1.8  | Renate Stecher          | GDR  | Dresden, Östtyskland     | 1973-07-20 |

##### Elektronisk tidtagning
| Tid   | Vind | Person                   | Land | Ort                          | Datum      |
| ----- | ---- | ------------------------ | ---- | ---------------------------- | ---------- |
| 11.07 | 1.2  | Wyomia Tyus              | USA  | Mexico City, Mexiko          | 1968-10-15 |
| 11.07 | 0.2  | Renate Stecher           | GDR  | München, Västtyskland        | 1972-09-02 |
| 11.04 | 0.6  | Inge Helten              | FRG  | Fürth, Västtyskland          | 1976-06-13 |
| 11.01 | 0.6  | Annegret Richter         | FRG  | Montréal, Kanada             | 1976-07-25 |
| 10.88 | 2.0  | Marlies Oelsner/Göhr     | GDR  | Dresden, Östtyskland         | 1977-07-01 |
| 10.88 | 1.9  | Marlies Göhr             | GDR  | Karl-Marx-Stadt, Östtyskland | 1982-07-09 |
| 10.81 | 1.7  | Marlies Göhr             | GDR  | Berlin, Östtyskland          | 1983-06-08 |
| 10.79 | 0.6  | Evelyn Ashford           | USA  | US Air Academy, USA          | 1983-07-03 |
| 10.76 | 1.7  | Evelyn Ashford           | USA  | Zürich, Schweiz              | 1984-08-22 |
| 10.49 | 0.0  | Florence Griffith Joyner | USA  | Indianapolis, USA            | 1988-07-16 |

#### 200 meter[1]
y betecknar tid noterad på distansen 220 yards (201,17 m)

##### Manuell tidtagning
| Tid   | Vind | Person                                  | Land | Ort                    | Datum      |
| ----- | ---- | --------------------------------------- | ---- | ---------------------- | ---------- |
| 27.8+ |      | Alice Cast                              | GBR  | Paris, Frankrike       | 1922-08-20 |
| 26.8y |      | Mary Lines                              | GBR  | Waddon, Storbritannien | 1922-09-23 |
| 26.2y |      | Eileen Edwards                          | GBR  | London, Storbritannien | 1924-08-20 |
| 26.0  |      | Eileen Edwards                          | GBR  | Paris, Frankrike       | 1926-10-03 |
| 25.4  |      | Eileen Edwards                          | GBR  | Berlin, Tyskland       | 1927-06-12 |
| 24.6  |      | Tollien Schuurman                       | NED  | Bryssel, Belgien       | 1933-08-13 |
| 23.6  |      | Stanislawa Walasiewicz                  | POL  | Warszawa, Polen        | 1935-08-04 |
| 23.6  |      | Marjorie Jackson                        | AUS  | Helsingfors, Finland   | 1952-07-25 |
| 23.4  |      | Marjorie Jackson                        | AUS  | Helsingfors, Finland   | 1952-07-25 |
| 23.2  |      | Betty Cuthbert                          | AUS  | Sydney, Australien     | 1956-09-16 |
| 23.2y |      | Betty Cuthbert                          | AUS  | Hobart, Australien     | 1960-03-07 |
| 22.9  | 1.4  | Wilma Rudolph                           | USA  | Corpus Christi, USA    | 1960-07-09 |
| 22.9y | 0.0  | Margaret Burvill                        | AUS  | Perth, Australien      | 1964-02-22 |
| 22.7  | 0.8  | Irena Kirszenstein                      | POL  | Warszawa, Polen        | 1965-08-08 |
| 22.5  | 2.0  | Irena Szewinska (tidigare Kirszenstein) | POL  | Mexico City, Mexiko    | 1968-10-18 |
| 22.4  | 0.8  | Chi Cheng                               | TPE  | München, Västtyskland  | 1970-07-12 |
| 22.4  | 1.1  | Renate Stecher                          | GDR  | München, Västtyskland  | 1972-09-07 |
| 22.1  | 1.6  | Renate Stecher                          | GDR  | Dresden, Östtyskland   | 1973-07-21 |
| 22.1  | 1.9  | Irena Szewinska                         | POL  | Potsdam, Östtyskland   | 1974-06-13 |

##### Elektronisk tidtagning
| Tid   | Vind | Person                   | Land | Ort                          | Datum      |
| ----- | ---- | ------------------------ | ---- | ---------------------------- | ---------- |
| 22.21 | 1.9  | Irena Szewinska          | POL  | Potsdam, Östtyskland         | 1974-06-13 |
| 22.06 | 1.2  | Marita Koch              | GDR  | Erfurt, Östtyskland          | 1978-05-28 |
| 22.02 | -1.4 | Marita Koch              | GDR  | Leipzig, Östtyskland         | 1979-06-03 |
| 21.71 | 0.7  | Marita Koch              | GDR  | Karl-Marx-Stadt, Östtyskland | 1979-06-10 |
| 21.71 | 0.3  | Marita Koch              | GDR  | Potsdam, Östtyskland         | 1984-07-21 |
| 21.71 | 1.9  | Heike Drechsler          | GDR  | Jena, Östtyskland            | 1986-06-29 |
| 21.71 | -0.8 | Heike Drechsler          | GDR  | Stuttgart, Västtyskland      | 1986-08-29 |
| 21.56 | 1.7  | Florence Griffith Joyner | USA  | Seoul, Sydkorea              | 1988-09-29 |
| 21.34 | 1.2  | Florence Griffith Joyner | USA  | Seoul, Sydkorea              | 1988-09-29 |

#### 400 meter[1]
y betecknar tid noterad på 440 yards (402,34 m = 1/4 engelsk mil)

##### Manuell tidtagning
| Tid   | Person                  | Land | Ort                       | Datum      |
| ----- | ----------------------- | ---- | ------------------------- | ---------- |
| 57.0y | Marlene Mathews/Willard | AUS  | Sydney, Australien        | 1957-01-06 |
| 57.0y | Marise Chamberlain      | NZL  | Christchurch, Nya Zeeland | 1957-02-16 |
| 56.3y | Nancy Boyle             | AUS  | Sydney, Australien        | 1957-02-24 |
| 55.2  | Polina Lazareva         | URS  | Moskva, Sovjetunionen     | 1957-05-10 |
| 54.0  | Mariya Itkina           | URS  | Minsk, Sovjetunionen      | 1957-06-08 |
| 53.6  | Mariya Itkina           | URS  | Moskva, Sovjetunionen     | 1957-07-06 |
| 53.4+ | Mariya Itkina           | URS  | Krasnodar, Sovjetunionen  | 1959-09-12 |
| 53.4  | Mariya Itkina           | URS  | Belgrad, Jugoslavien      | 1962-09-14 |
| 51.9  | Shin Geum Dan           | PRK  | Pyongyang, Nordkorea      | 1962-10-23 |
| 51.7  | Nicole Duclos           | FRA  | Piraeus, Grekland         | 1969-09-18 |
| 51.7  | Colette Besson          | FRA  | Piraeus, Grekland         | 1969-09-18 |
| 51.0  | Marilyn Neufville       | JAM  | Edinburgh, Storbritannien | 1970-07-23 |
| 51.0  | Monika Zehrt            | GDR  | Colombes, Frankrike       | 1972-07-04 |
| 49.9  | Irena Szewinska         | POL  | Warszawa, Polen           | 1974-06-22 |

##### Elektronisk tidtagning
| Tid   | Person                | Land | Ort                   | Datum      |
| ----- | --------------------- | ---- | --------------------- | ---------- |
| 50.14 | Riitta Salin          | FIN  | Rom, Italien          | 1974-09-04 |
| 49.77 | Christina Brehmer     | GDR  | Dresden, Östtyskland  | 1976-05-09 |
| 49.75 | Irena Szewinska       | POL  | Bydgoszcz, Polen      | 1976-06-22 |
| 49.29 | Irena Szewinska       | POL  | Montréal, Kanada      | 1976-07-29 |
| 49.19 | Marita Koch           | GDR  | Leipzig, Östtyskland  | 1978-07-02 |
| 49.03 | Marita Koch           | GDR  | Potsdam, Östtyskland  | 1978-08-19 |
| 48.94 | Marita Koch           | GDR  | Prag, Tjeckoslovakien | 1978-08-31 |
| 48.89 | Marita Koch           | GDR  | Potsdam, Östtyskland  | 1979-07-29 |
| 48.60 | Marita Koch           | GDR  | Turin, Italien        | 1979-08-04 |
| 48.16 | Marita Koch           | GDR  | Aten, Grekland        | 1982-09-08 |
| 47.99 | Jarmila Kratochvilova | TCH  | Helsingfors, Finland  | 1983-08-10 |
| 47.60 | Marita Koch           | GDR  | Canberra, Australien  | 1985-10-06 |

#### 800 meter[1]
y betecknar tid noterad på 880 yards (804,67 m = 1/2 engelsk mil)
| Tid     | Person                   | Land | Ort                      | Datum      |
| ------- | ------------------------ | ---- | ------------------------ | ---------- |
| 2:30.4+ | Georgette Lenoir         | FRA  | Paris, Frankrike         | 1922-08-20 |
| 2:26.6y | Mary Lines               | GBR  | London, Storbritannien   | 1922-08-30 |
| 2:23.8  | Lina Radke               | GER  | Breslau, Tyskland        | 1927-08-07 |
| 2:20.4  | Inga Gentzel             | SWE  | Stockholm, Sverige       | 1928-06-16 |
| 2:19.6  | Lina Radke               | GER  | Brieg, Tyskland          | 1928-07-01 |
| 2:16.8  | Lina Radke               | GER  | Amsterdam, Nederländerna | 1928-08-02 |
| 2:15.9  | Anna Larsson             | SWE  | Stockholm, Sverige       | 1944-08-27 |
| 2:14.8  | Anna Larsson             | SWE  | Hälsingborg, Sverige     | 1945-08-19 |
| 2:13.8  | Anna Larsson             | SWE  | Stockholm, Sverige       | 1945-08-30 |
| 2:13.0  | Yevdokia Vasilyeva       | URS  | Moskva, Sovjetunionen    | 1950-07-17 |
| 2:12.2  | Valentina Pomogayeva     | URS  | Moskva, Sovjetunionen    | 1951-07-26 |
| 2:12.0  | Nina Pletnyova           | URS  | Minsk, Sovjetunionen     | 1951-08-26 |
| 2:08.5  | Nina Pletnyova/Otkalenko | URS  | Kiev, Sovjetunionen      | 1952-06-15 |
| 2:07.3  | Nina Otkalenko           | URS  | Moskva, Sovjetunionen    | 1953-08-27 |
| 2:06.6  | Nina Otkalenko           | URS  | Kiev, Sovjetunionen      | 1954-09-16 |
| 2:05.0  | Nina Otkalenko           | URS  | Zagreb, Jugoslavien      | 1955-09-24 |
| 2:04.3  | Lyudmila Shevtsova       | URS  | Moskva, Sovjetunionen    | 1960-07-03 |
| 2:04.3  | Lyudmila Shevtsova       | URS  | Rom, Italien             | 1960-09-07 |
| 2:01.2+ | Dixie Willis             | AUS  | Perth, Australien        | 1962-03-03 |
| 2:01.1  | Ann Packer               | GBR  | Tokyo, Japan             | 1964-10-20 |
| 2:01.0  | Judy Pollock             | AUS  | Helsingfors, Finland     | 1967-06-28 |
| 2:00.5  | Vera Nikolic             | YUG  | London, Storbritannien   | 1968-07-20 |
| 1:58.5  | Hildegard Falck          | FRG  | Stuttgart, Västtyskland  | 1971-07-11 |
| 1:57.5  | Svetla Zlateva           | BUL  | Piraeus, Grekland        | 1973-08-24 |
| 1:56,0  | Valentina Gerasimova     | URS  | Kiev, Sovjetunionen      | 1976-06-12 |
| 1:54.9  | Tatyana Kazankina        | URS  | Montréal, Kanada         | 1976-07-26 |
| 1:54.9  | Nadezhda Olizarenko      | URS  | Moskva, Sovjetunionen    | 1980-06-12 |
| 1:53.5  | Nadezhda Olizarenko      | URS  | Moskva, Sovjetunionen    | 1980-07-27 |
| 1:53.28 | Jarmila Kratochvilova    | TCH  | München, Västtyskland    | 1983-07-26 |

#### 1 000 meter[1]
| Tid     | Person                 | Land | Ort                        | Datum      |
| ------- | ---------------------- | ---- | -------------------------- | ---------- |
| 3:17.4  | Georgette Lenoir       | FRA  | Paris, Frankrike           | 1922-08-06 |
| 3:12.0  | Lucie Bréard           | FRA  | Paris, Frankrike           | 1922-08-20 |
| 3:08.2  | Edith Trickey          | GBR  | London, Storbritannien     | 1924-08-04 |
| 3:06.6  | Lina Radke             | GER  | Brieg, Tyskland            | 1930-08-24 |
| 3:04.4  | Gladys Lunn            | GBR  | London, Storbritannien     | 1931-05-16 |
| 3:02.5  | Stanislawa Walasiewicz | POL  | Katowice, Polen            | 1933-10-08 |
| 3:00.6  | Gladys Lunn            | GBR  | Birmingham, Storbritannien | 1934-06-23 |
| 2:35.9  | Gunhild Hoffmeister    | GDR  | Potsdam, Östtyskland       | 1972-08-20 |
| 2:35.0  | Karin Krebs            | GDR  | Potsdam, Östtyskland       | 1974-08-28 |
| 2:33.8  | Nikolina Sjtereva      | BUL  | Sofia, Bulgarien           | 1976-07-04 |
| 2:30.67 | Christine Wachtel      | GDR  | Berlin, Västtyskland       | 1990-08-17 |
| 2:29.34 | Maria Lurdes Mutola    | MOZ  | Bryssel, Belgien           | 1995-08-05 |
| 2:28.98 | Svetlana Masterkova    | RUS  | Bryssel, Belgien           | 1996-08-03 |

#### 1 500 meter[1]
| Tid     | Person               | Land | Ort                    | Datum      |
| ------- | -------------------- | ---- | ---------------------- | ---------- |
| 4:17.3+ | Anne Smith           | GBR  | London, Storbritannien | 1967-06-03 |
| 4:15.6  | Maria Gommers        | NED  | Sittard, Nederländerna | 1967-10-24 |
| 4:12.4  | Paola Pigni          | ITA  | Milano, Italien        | 1969-07-02 |
| 4:10.7  | Jaroslava Jehlicková | TCH  | Piraeus, Grekland      | 1969-09-20 |
| 4:09.6  | Karin Burneleit      | GDR  | Helsingfors, Finland   | 1971-08-15 |
| 4:06.9  | Lyudmila Bragina     | URS  | Moskva, Sovjetunionen  | 1972-07-18 |
| 4:06.5  | Lyudmila Bragina     | URS  | München, Västtyskland  | 1972-09-04 |
| 4:05.1  | Lyudmila Bragina     | URS  | München, Västtyskland  | 1972-09-07 |
| 4:01.4  | Lyudmila Bragina     | URS  | München, Västtyskland  | 1972-09-09 |
| 3:56.0  | Tatyana Kazankina    | URS  | Podolsk, Sovjetunionen | 1976-06-28 |
| 3:55.0  | Tatyana Kazankina    | URS  | Moskva, Sovjetunionen  | 1980-07-06 |
| 3:52.47 | Tatyana Kazankina    | URS  | Zürich, Schweiz        | 1980-08-13 |
| 3:50.46 | Qu Junxia            | CHN  | Beijing, Kina          | 1993-09-11 |
| 3:50.07 | Genzebe Dibaba       | ETH  | Monaco                 | 2015-07-17 |

#### 1engelsk mil[1]
1609,34 meter
| Tid     | Person                  | Land | Ort                       | Datum      |
| ------- | ----------------------- | ---- | ------------------------- | ---------- |
| 4:37.0  | Anne Smith              | GBR  | London, Storbritannien    | 1967-06-03 |
| 4:36.8  | Maria Gommers           | NED  | Leicester, Storbritannien | 1969-06-14 |
| 4:35.3  | Ellen Tittel            | FRG  | Sittard, Nederländerna    | 1971-08-20 |
| 4:29.5  | Paola Cacchi            | ITA  | Viareggio, Italien        | 1973-08-08 |
| 4:23.8  | Natalia Marasescu       | ROU  | Bukarest, Rumänien        | 1977-05-21 |
| 4:22.1  | Natalia Marasescu       | ROU  | Auckland, Nya Zeeland     | 1979-01-27 |
| 4:21.7  | Mary Decker/Tabb/Slaney | USA  | Auckland, Nya Zeeland     | 1980-01-26 |
| 4:20.89 | Lyudmila Veselkova      | URS  | Bologna, Italien          | 1981-09-12 |
| 4:18.08 | Mary Tabb               | USA  | Paris, Frankrike          | 1982-07-09 |
| 4:17.44 | Maricica Puica          | ROU  | Rieti, Italien            | 1982-09-16 |
| 4:16.71 | Mary Slaney             | USA  | Zürich, Schweiz           | 1985-08-21 |
| 4:15.61 | Paula Ivan              | ROU  | Nice, Frankrike           | 1989-07-10 |
| 4:12.56 | Svetlana Masterkova     | RUS  | Zürich, Schweiz           | 1996-08-14 |

#### 2 000 meter[1]
| Tid     | Person            | Land | Ort                       | Datum      |
| ------- | ----------------- | ---- | ------------------------- | ---------- |
| 5:28.72 | Tatyana Kazankina | URS  | Moskva, Sovjetunionen     | 1984-08-04 |
| 5:28.69 | Maricica Puica    | ROU  | London, Storbritannien    | 1986-07-11 |
| 5:25.36 | Sonia O'Sullivan  | IRL  | Edinburgh, Storbritannien | 1994-07-08 |

#### 3 000 meter[1]
| Tid     | Person               | Land | Ort                      | Datum      |
| ------- | -------------------- | ---- | ------------------------ | ---------- |
| 8:52.8  | Lyudmila Bragina     | URS  | Durham, USA              | 1974-07-06 |
| 8:46.6  | Grete Andersen/Waitz | NOR  | Oslo, Norge              | 1975-06-24 |
| 8:45.4  | Grete Waitz          | NOR  | Oslo, Norge              | 1976-06-21 |
| 8:27.2  | Lyudmila Bragina     | URS  | College Park, USA        | 1976-08-07 |
| 8:26.78 | Svetlana Ulmasova    | URS  | Kiev, Sovjetunionen      | 1982-07-25 |
| 8:22.62 | Tatyana Kazankina    | URS  | Leningrad, Sovjetunionen | 1984-08-26 |
| 8:22.06 | Zhang Li             | CHN  | Beijing, Kina            | 1993-09-12 |
| 8:12.19 | Wang Junxia          | CHN  | Beijing, Kina            | 1993-09-12 |
| 8:06.11 | Wang Junxia          | CHN  | Beijing, Kina            | 1993-09-13 |

#### 5 000 meter[1]
| Tid      | Person             | Land | Ort                    | Datum      |
| -------- | ------------------ | ---- | ---------------------- | ---------- |
| 15:14.51 | Paula Fudge        | GBR  | Knarvik, Norge         | 1981-09-13 |
| 15:13.22 | Anne Audain        | NZL  | Auckland, Nya Zeeland  | 1982-03-17 |
| 15:08.26 | Mary Tabb/Slaney   | USA  | Eugene, USA            | 1982-06-05 |
| 14:58.89 | Ingrid Kristiansen | NOR  | Oslo, Norge            | 1984-06-28 |
| 14:48.07 | Zola Budd          | GBR  | London, Storbritannien | 1985-08-26 |
| 14:37.33 | Ingrid Kristiansen | NOR  | Stockholm, Sverige     | 1986-08-05 |
| 14:36.45 | Fernanda Ribeiro   | POR  | Hechtel, Belgien       | 1995-07-22 |
| 14:31.27 | Dong Yanmei        | CHN  | Shanghai, Kina         | 1997-10-21 |
| 14:28.09 | Jiang Bo           | CHN  | Shanghai, Kina         | 1997-10-23 |
| 14:24.68 | Elvan Abeylegesse  | TUR  | Bergen, Norge          | 2004-06-11 |
| 14:24.53 | Meseret Defar      | ETH  | New York, USA          | 2006-06-03 |
| 14:16.63 | Meseret Defar      | ETH  | Oslo, Norge            | 2007-06-15 |
| 14:11.15 | Tirunesh Dibaba    | ETH  | Oslo, Norge            | 2008-06-06 |

#### 10 000 meter[1]
| Tid      | Person             | Land | Ort                      | Datum      |
| -------- | ------------------ | ---- | ------------------------ | ---------- |
| 32:17.20 | Yelena Sipatova    | URS  | Moskva, Sovjetunionen    | 1981-09-19 |
| 31:35.3  | Mary Tabb/Slaney   | USA  | Eugene, USA              | 1982-07-16 |
| 31:35.01 | Lyudmila Baranova  | URS  | Krasnodar, Sovjetunionen | 1983-05-29 |
| 31:27.58 | Raisa Sadreydinova | URS  | Odessa, Sovjetunionen    | 1983-09-07 |
| 31:13.78 | Olga Bondarenko    | URS  | Kiev, Sovjetunionen      | 1984-06-24 |
| 30:59.42 | Ingrid Kristiansen | NOR  | Oslo, Norge              | 1985-07-27 |
| 30:13.74 | Ingrid Kristiansen | NOR  | Oslo, Norge              | 1986-07-05 |
| 29:31.78 | Wang Junxia        | CHN  | Beijing, Kina            | 1993-09-08 |

#### Entimmeslöpning[1]
| Sträcka  | Person         | Land | Ort                      | Datum      |
| -------- | -------------- | ---- | ------------------------ | ---------- |
| 18 084 m | Silva Cruciata | ITA  | Rom, Italien             | 1981-05-02 |
| 18 340 m | Tegla Loroupe  | KEN  | Borgholzhausen, Tyskland | 1998-08-07 |
| 18 517 m | Dire Tune      | ETH  | Ostrava, Tjeckien        | 2008-06-12 |

#### 20 000 meter[1]
| Tid       | Person        | Land | Ort                      | Datum      |
| --------- | ------------- | ---- | ------------------------ | ---------- |
| 1:06.48.8 | Izumi Maki    | JPN  | Amagasaki, Japan         | 1993-09-20 |
| 1:05:26.6 | Tegla Loroupe | KEN  | Borgholzhausen, Tyskland | 2000-09-03 |

#### 25 000 meter[1]
| Tid        | Person         | Land | Ort                      | Datum      |
| ---------- | -------------- | ---- | ------------------------ | ---------- |
| 1:29.29.2+ | Karolina Szabó | HUN  | Budapest, Ungern         | 1988-04-22 |
| 1:27:05.84 | Tegla Loroupe  | KEN  | Mengerskirchen, Tyskland | 2002-09-21 |

#### 30 000 meter[1]
| Tid        | Person         | Land | Ort                | Datum      |
| ---------- | -------------- | ---- | ------------------ | ---------- |
| 1:47.05.6  | Karolina Szabó | HUN  | Budapest, Ungern   | 1988-04-22 |
| 1:45:50.00 | Tegla Loroupe  | KEN  | Warstein, Tyskland | 2003-06-06 |

#### 3 000 meter hinder[1]
| Tid     | Person                   | Land | Ort                 | Datum      |
| ------- | ------------------------ | ---- | ------------------- | ---------- |
| 9:43.64 | Cristina Casandra        | ROU  | Bukarest, Rumänien  | 2000-08-07 |
| 9:40.20 | Cristina Casandra        | ROU  | Reims, Frankrike    | 2000-08-30 |
| 9:25.31 | Justyna Bak              | POL  | Nice, Frankrike     | 2001-07-09 |
| 9:22.29 | Justyna Bak              | POL  | Milano, Italien     | 2002-06-05 |
| 9:21.72 | Alesya Turova            | BLR  | Ostrava, Tjeckien   | 2002-06-12 |
| 9:16.51 | Alesya Turova            | BLR  | Gdańsk, Polen       | 2002-07-27 |
| 9:09.33 | Gulnara Samitova         | RUS  | Tula, Ryssland      | 2003-08-10 |
| 9:01.59 | Gulnara Samitova         | RUS  | Heraklion, Grekland | 2004-07-04 |
| 8:58.81 | Gulnara Samitova/Galkina | RUS  | Beijing, Kina       | 2008-08-17 |

#### 100 meter häck[1]

##### Manuell tidtagning
| Tid  | Vind | Person            | Land | Ort                   | Datum      |
| ---- | ---- | ----------------- | ---- | --------------------- | ---------- |
| 13.3 | 1.0  | Karin Balzer      | GDR  | Warszawa, Polen       | 1969-06-20 |
| 13.3 | 1.3  | Teresa Sukniewicz | POL  | Warszawa, Polen       | 1969-06-20 |
| 13.0 | 1.6  | Karin Balzer      | GDR  | Leipzig, Östtyskland  | 1969-07-27 |
| 12.9 | 0.7  | Karin Balzer      | GDR  | Berlin, Östtyskland   | 1969-09-05 |
| 12.8 | 1.3  | Teresa Sukniewicz | POL  | Warszawa, Polen       | 1970-06-20 |
| 12.8 | 1.1  | Chi Cheng         | TPE  | München, Västtyskland | 1970-07-12 |
| 12.7 | 0.4  | Karin Balzer      | GDR  | Berlin, Östtyskland   | 1970-07-26 |
| 12.7 | 1.6  | Teresa Sukniewicz | POL  | Warszawa, Polen       | 1970-09-20 |
| 12.7 | 1.5  | Karin Balzer      | GDR  | Berlin, Östtyskland   | 1971-07-25 |
| 12.6 | 1.9  | Karin Balzer      | GDR  | Berlin, Östtyskland   | 1971-07-31 |
| 12.5 | 0.7  | Annelie Ehrhardt  | GDR  | Potsdam, Östtyskland  | 1972-06-15 |
| 12.5 | 0.9  | Pamela Ryan       | AUS  | Warszawa, Polen       | 1972-06-28 |
| 12.3 | 1.5  | Annelie Ehrhardt  | GDR  | Dresden, Östtyskland  | 1973-07-22 |

##### Elektronisk tidtagning
| Tid   | Vind | Person           | Land | Ort                     | Datum      |
| ----- | ---- | ---------------- | ---- | ----------------------- | ---------- |
| 12.59 | 0.6  | Annelie Ehrhardt | GDR  | München, Västtyskland   | 1972-09-08 |
| 12.48 | 1.9  | Grażyna Rabsztyn | POL  | Fürth, Västtyskland     | 1978-06-10 |
| 12.36 | 1.9  | Grażyna Rabsztyn | POL  | Warszawa, Polen         | 1980-06-13 |
| 12.35 | 0.1  | Jordanka Donkova | BUL  | Köln, Västtyskland      | 1986-08-17 |
| 12.29 | -0.4 | Jordanka Donkova | BUL  | Köln, Västtyskland      | 1986-08-17 |
| 12.26 | 1.5  | Jordanka Donkova | BUL  | Ljubljana, Jugoslavien  | 1986-09-07 |
| 12.25 | 1.4  | Ginka Zagorcheva | BUL  | Drama, Grekland         | 1987-08-08 |
| 12.21 | 0.7  | Jordanka Donkova | BUL  | Stara Zagora, Bulgarien | 1988-08-20 |
| 12.20 | 0.3  | Kendra Harrison  | USA  | London, Storbritannien  | 2016-07-22 |

#### 400 meter häck[1]
| Tid   | Person                | Land | Ort                          | Datum      |
| ----- | --------------------- | ---- | ---------------------------- | ---------- |
| 56.51 | Krystyna Kacperczyk   | POL  | Augsburg, Västtyskland       | 1974-07-13 |
| 55.74 | Tatyana Storozheva    | URS  | Karl-Marx-Stadt, Östtyskland | 1977-06-26 |
| 55.63 | Karin Rossley         | GDR  | Helsingfors, Finland         | 1977-08-13 |
| 55.44 | Krystyna Kacperczyk   | POL  | Berlin, Västtyskland         | 1978-08-18 |
| 55.31 | Tatyana Zelentsova    | URS  | Podolsk, Sovjetunionen       | 1978-08-19 |
| 54.89 | Tatyana Zelentsova    | URS  | Prag, Tjeckoslovakien        | 1978-09-02 |
| 54.78 | Marina Stepanova      | URS  | Moskva, Sovjetunionen        | 1979-07-27 |
| 54.28 | Karin Rossley         | GDR  | Jena, Östtyskland            | 1980-05-18 |
| 54.02 | Anna Ambraziene       | URS  | Moskva, Sovjetunionen        | 1983-06-11 |
| 53.58 | Margarita Ponomarjova | URS  | Kiev, Sovjetunionen          | 1984-06-22 |
| 53.55 | Sabine Busch          | GDR  | Berlin, Östtyskland          | 1985-09-22 |
| 53.32 | Marina Stepanova      | URS  | Stuttgart, Västtyskland      | 1986-08-30 |
| 52.94 | Marina Stepanova      | URS  | Tashkent, Sovjetunionen      | 1986-09-17 |
| 52.74 | Sally Gunnell         | GBR  | Stuttgart, Tyskland          | 1993-08-19 |
| 52.61 | Kim Batten            | USA  | Göteborg, Sverige            | 1995-08-11 |
| 52.34 | Julija Petjonkina     | RUS  | Tula, Ryssland               | 2003-08-08 |

#### 4 x 100 meter[1]
y betecknar tider noterade på 4 x 110 yards (402,34 m).

##### Manuell tidtagning
| Tid   | Lag                           | Land    | Ort                         | Datum      |
| ----- | ----------------------------- | ------- | --------------------------- | ---------- |
| 53.2  | Tjeckoslovakien               | TCH     | Paris, Frankrike            | 1922-05-21 |
| 51.4+ | Storbritannien och Nordirland | GBR     | Paris, Frankrike            | 1922-08-20 |
| 50.4  | Berliner Sport-Club           | GER     | Köln, Tyskland              | 1926-07-11 |
| 49.8y | Storbritannien och Nordirland | GBR     | Göteborg, Sverige           | 1926-08-29 |
| 50.0  | Viktoria Magdeburg            | GER     | Breslau, Tyskland           | 1927-08-07 |
| 50.0  | Linnets Saint-Maur            | FRA     | Paris, Frankrike            | 1928-07-15 |
| 49.8  | TSV München 1860              | GER     | Berlin, Tyskland            | 1928-07-15 |
| 48.4  | Canada                        | CAN     | Amsterdam, Nederländerna    | 1928-08-05 |
| 49.0  | Eintracht Frankfurt           | GER     | Mannheim, Tyskland          | 1929-06-30 |
| 49.0  | TSV München 1860              | GER     | Frankfurt-am-Main, Tyskland | 1929-07-21 |
| 48.8  | TSV München 1860              | GER     | Nürnberg, Tyskland          | 1930-07-20 |
| 46.9  | USA                           | USA     | Los Angeles, USA            | 1932-08-07 |
| 46.5  | Tyskland                      | GER     | Köln, Tyskland              | 1936-06-21 |
| 46.4  | Tyskland                      | GER     | Berlin, Tyskland            | 1936-08-08 |
| 46.1  | Australien                    | AUS     | Helsingfors, Finland        | 1952-07-27 |
| 45.9  | USA                           | USA     | Helsingfors, Finland        | 1952-07-27 |
| 45.9  | Västtyskland                  | FRG     | Helsingfors, Finland        | 1952-07-27 |
| 45.6  | Sovjet                        | URS     | Budapest, Ungern            | 1953-09-20 |
| 45.6  | Sovjet                        | URS     | Moskva, Sovjetunionen       | 1955-09-11 |
| 45.2  | Sovjet                        | URS     | Kiev, Sovjetunionen         | 1956-07-27 |
| 45.1  | Tyskland                      | FRG/GDR | Dresden, Östtyskland        | 1956-09-30 |
| 44.9  | Australien                    | AUS     | Melbourne, Australien       | 1956-12-01 |
| 44.9  | Tyskland                      | FRG/GDR | Melbourne, Australien       | 1956-12-01 |
| 44.5  | Australien                    | AUS     | Melbourne, Australien       | 1956-12-01 |
| 44.4  | USA                           | USA     | Rom, Italien                | 1960-09-07 |
| 44.3  | USA                           | USA     | Moskva, Sovjetunionen       | 1961-07-15 |
| 43.9  | USA                           | USA     | Tokyo, Japan                | 1964-10-21 |
| 43.9  | Sovjet                        | URS     | Leninakan, Sovjetunionen    | 1968-08-16 |
| 43.6  | Sovjet                        | URS     | Mexico City, Mexiko         | 1968-09-27 |
| 43.4  | USA                           | USA     | Mexico City, Mexiko         | 1968-10-19 |
| 43.4  | Nederländerna                 | NED     | Mexico City, Mexiko         | 1968-10-19 |
| 42.8  | USA                           | USA     | Mexico City, Mexiko         | 1968-10-20 |
| 42.8  | Västtyskland                  | FRG     | München, Västtyskland       | 1972-09-10 |
| 42.6  | Östtyskland                   | GDR     | Potsdam, Östtyskland        | 1973-09-01 |
| 42.6  | Östtyskland                   | GDR     | Berlin, Östtyskland         | 1974-08-24 |
| 42.5  | Östtyskland                   | GDR     | Rom, Italien                | 1974-09-08 |

##### Elektronisk tidtagning
| Tid   | Lag         | Land | Ort                          | Datum      |
| ----- | ----------- | ---- | ---------------------------- | ---------- |
| 42.51 | Östtyskland | GDR  | Rom, Italien                 | 1974-09-08 |
| 42.50 | Östtyskland | GDR  | Karl-Marx-Stadt, Östtyskland | 1976-05-29 |
| 42.27 | Östtyskland | GDR  | Potsdam, Östtyskland         | 1978-08-19 |
| 42.10 | Östtyskland | GDR  | Karl-Marx-Stadt, Östtyskland | 1979-06-10 |
| 42.09 | Östtyskland | GDR  | Turin, Italien               | 1979-08-04 |
| 42.09 | Östtyskland | GDR  | Berlin, Östtyskland          | 1980-07-09 |
| 41.85 | Östtyskland | GDR  | Potsdam, Östtyskland         | 1980-07-13 |
| 41.60 | Östtyskland | GDR  | Moskva, Sovjetunionen        | 1980-08-01 |
| 41.53 | Östtyskland | GDR  | Berlin, Östtyskland          | 1983-07-31 |
| 41.37 | Östtyskland | GDR  | Canberra, Australien         | 1985-10-06 |
| 40.82 | USA         | USA  | London, Storbritannien       | 2012-08-10 |

#### 4 x 200 meter[1]
y betecknar tider noterade på 4 x 220 yards (804,67 m).
| Tid     | Lag                         | Land | Ort                      | Datum      |
| ------- | --------------------------- | ---- | ------------------------ | ---------- |
| 1:53.0y | England                     | GBR  | Paris, Frankrike         | 1921-10-30 |
| 1:51.6+ | England                     | GBR  | Paris, Frankrike         | 1923-09-23 |
| 1:50.6  | SC Charlottenburg Berlin    | GER  | Berlin, Tyskland         | 1928-06-24 |
| 1:50.4  | Linnets Saint-Maur          | FRA  | Paris, Frankrike         | 1928-07-15 |
| 1:48.2  | SC Brandenburg Berlin       | GER  | Berlin, Tyskland         | 1929-06-14 |
| 1:47.6  | Linnets Saint-Maur          | FRA  | Paris, Frankrike         | 1929-07-28 |
| 1:45.8  | Tyskland                    | GER  | Neurössen, Tyskland      | 1932-06-26 |
| 1:45.8  | Centrala Tyskland           | GER  | Neurössen, Tyskland      | 1932-06-26 |
| 1:45.3  | Brandenburg                 | GER  | Cottbus, Tyskland        | 1938-06-19 |
| 1:41.0  | Nederländerna               | NED  | Hilversum, Nederländerna | 1944-08-27 |
| 1:40.6  | Dynamo Moskva               | URS  | Moskva, Sovjetunionen    | 1950-07-12 |
| 1:39.7  | Sovjet                      | URS  | Bukarest, Rumänien       | 1951-09-27 |
| 1:39.7  | Southern Counties Team      | GBR  | London, Storbritannien   | 1952-09-17 |
| 1:36.4  | Sovjet                      | URS  | Bukarest, Rumänien       | 1953-08-09 |
| 1:36.4y | Östtyskland                 | GDR  | Rostock, Östtyskland     | 1956-07-29 |
| 1:36.3y | Australien                  | AUS  | Sydney, Australien       | 1956-12-05 |
| 1:36.0y | Östtyskland                 | GDR  | Leipzig, Östtyskland     | 1958-07-26 |
| 1:35.1  | Sovjet                      | URS  | Moskva, Sovjetunionen    | 1963-07-14 |
| 1:34.4  | Sovjet                      | URS  | Leninakan, Sovjetunionen | 1967-10-02 |
| 1:33.8  | Storbritannien & Nordirland | GBR  | London, Storbritannien   | 1968-08-24 |
| 1:32.4  | Östtyskland                 | GDR  | Jena, Östtyskland        | 1976-08-13 |
| 1:31.6  | Storbritannien & Nordirland | GBR  | London, Storbritannien   | 1977-08-20 |
| 1:30.8  | Ukraina                     | URS  | Moskva, Sovjetunionen    | 1979-07-29 |
| 1:28.2  | Östtyskland                 | GDR  | Jena, Östtyskland        | 1980-08-09 |
| 1:27.46 | United States "Blue" Team   | USA  | Philadelphia, USA        | 2000-04-29 |

#### 4 x 400 meter[1]
| Tid     | Lag                         | Land | Ort                    | Datum      |
| ------- | --------------------------- | ---- | ---------------------- | ---------- |
| 3:47.4  | Moskva                      | URS  | Moskva, Sovjetunionen  | 1969-05-30 |
| 3:43.2  | Lettland                    | URS  | Minsk, Sovjetunionen   | 1969-06-01 |
| 3:37.6  | Storbritannien & Nordirland | GBR  | London, Storbritannien | 1969-06-22 |
| 3:34.2  | Frankrike                   | FRA  | Colombes, Frankrike    | 1969-07-06 |
| 3:33.9  | Västtyskland                | FRG  | Piraeus, Grekland      | 1969-09-19 |
| 3:30.8  | Storbritannien & Nordirland | GBR  | Piraeus, Grekland      | 1969-09-20 |
| 3:30.8  | Frankrike                   | FRA  | Aten, Grekland         | 1969-09-20 |
| 3:29.3  | Östtyskland                 | GDR  | Helsingfors, Finland   | 1971-08-15 |
| 3:28.8  | Östtyskland                 | GDR  | Colombes, Frankrike    | 1972-07-05 |
| 3:28.5  | Östtyskland                 | GDR  | München, Västtyskland  | 1972-09-09 |
| 3:23.0  | Östtyskland                 | GDR  | München, Västtyskland  | 1972-09-10 |
| 3:19.2  | Östtyskland                 | GDR  | Montréal, Kanada       | 1976-07-31 |
| 3:19.04 | Östtyskland                 | GDR  | Aten, Grekland         | 1982-09-11 |
| 3:15.92 | Östtyskland                 | GDR  | Erfurt, Östtyskland    | 1984-06-03 |
| 3:15.17 | Sovjet                      | URS  | Seoul, Sydkorea        | 1988-10-01 |

#### 4 x 800 meter[1]
| Tid     | Lag                         | Land | Ort                          | Datum      |
| ------- | --------------------------- | ---- | ---------------------------- | ---------- |
| 8:33.0  | Östtyskland                 | GDR  | Cottbus, Östtyskland         | 1969-10-04 |
| 8:27.0  | Storbritannien & Nordirland | GBR  | Edinburgh, Storbritannien    | 1970-06-13 |
| 8:25.0  | Storbritannien & Nordirland | GBR  | London, Storbritannien       | 1970-09-05 |
| 8:16.8  | Västtyskland                | FRG  | Lübeck, Västtyskland         | 1971-07-31 |
| 8:08.6  | Bulgarien                   | BUL  | Sofia, Bulgarien             | 1973-08-12 |
| 8:05.2  | Bulgarien                   | BUL  | Sofia, Bulgarien             | 1975-08-30 |
| 7:54.2  | Östtyskland                 | GDR  | Karl-Marx-Stadt, Östtyskland | 1976-08-06 |
| 7:52.4  | Sovjet                      | URS  | Podolsk, Sovjetunionen       | 1976-08-16 |
| 7:50.17 | Sovjet                      | URS  | Moskva, Sovjetunionen        | 1984-08-05 |

### Landsvägslöpning
IAAF noterar officiella världsrekord i landsvägslöpning sedan den 1 januari 2004.

#### 10 km[1]
| Tid   | Person          | Land | Ort                   | Datum      |
| ----- | --------------- | ---- | --------------------- | ---------- |
| 30.21 | Paula Radcliffe | GBR  | San Juan, Puerto Rico | 2003-02-23 |

#### 15 km[1]
| Tid    | Person          | Land | Ort                     | Datum      |
| ------ | --------------- | ---- | ----------------------- | ---------- |
| 46.57  | Elana Meyer     | RSA  | Kapstaden, Sydafrika    | 1991-11-02 |
| 46.55+ | Kayoko Fukushi  | JPN  | Marugame, Japan         | 2006-02-05 |
| 46.28  | Tirunesh Dibaba | ETH  | Nijmegen, Nederländerna | 2009-11-15 |

#### 20 km[1]
| Tid      | Person                 | Land | Ort                                   | Datum      |
| -------- | ---------------------- | ---- | ------------------------------------- | ---------- |
| 1:03.26+ | Paula Radcliffe        | GBR  | Bristol, Storbritannien               | 2001-10-06 |
| 1:03.21  | Lornah Kiplagat        | NED  | Debrecen, Ungern                      | 2006-10-08 |
| 1:02.57+ | Lornah Kiplagat        | NED  | Udine, Italien                        | 2007-10-14 |
| 1:02.36+ | Mary Jepkosgei Keitany | KEN  | Ras Al Khaimah, Förenade Arabemiraten | 2011-02-18 |

#### Halvmarathon[1]
| Tid     | Person                 | Land | Ort                                  | Datum      |
| ------- | ---------------------- | ---- | ------------------------------------ | ---------- |
| 1:06.44 | Elana Meyer            | RSA  | Tokyo, Japan                         | 1999-01-15 |
| 1:06.25 | Lornah Kiplagat        | NED  | Udine, Italien                       | 2007-10-14 |
| 1:05.50 | Mary Jepkosgei Keitany | KEN  | Ras Al Khaima, Förenade Arabemiraten | 2011-02-18 |

#### 25 km[1]
| Tid      | Person                 | Land | Ort              | Datum      |
| -------- | ---------------------- | ---- | ---------------- | ---------- |
| 1:22.31+ | Naoko Takahashi        | JPN  | Berlin, Tyskland | 2001-09-30 |
| 1:22.13+ | Mizuki Noguchi         | JPN  | Berlin, Tyskland | 2005-09-25 |
| 1:19.53  | Mary Jepkosgei Keitany | KEN  | Berlin, Tyskland | 2010-05-09 |

#### 30 km[1]
| Tid      | Person          | Land | Ort              | Datum      |
| -------- | --------------- | ---- | ---------------- | ---------- |
| 1:39.02+ | Naoko Takahashi | JPN  | Berlin, Tyskland | 2001-09-30 |
| 1:38.49+ | Mizuki Noguchi  | JPN  | Berlin, Tyskland | 2005-09-25 |

#### Marathon[1]
| Tid     | Person          | Land | Ort                    | Datum      |
| ------- | --------------- | ---- | ---------------------- | ---------- |
| 2:15.25 | Paula Radcliffe | GBR  | London, Storbritannien | 2003-04-13 |

#### 100 km[1]
| Tid     | Person    | Land | Ort            | Datum      |
| ------- | --------- | ---- | -------------- | ---------- |
| 6:33.11 | Tomeo Abe | JPN  | Yufutsu, Japan | 2000-06-25 |

#### Marathonstafett[1]
| Tid     | Lag  | Land | Ort           | Datum      |
| ------- | ---- | ---- | ------------- | ---------- |
| 2:11.41 | Kina | CHN  | Beijing, Kina | 1998-02-28 |

## Fotnoter
1. 1 2  Vid OS i Mexico City 1968 vann Jim Hines guld på 100 m med tiden 9.95, som avrundades till 9.9, vilket innebar en tangering av världsrekordet. Då IAAF 1975 började notera separata rekord med elektronisk tidtagning blev 9.95 det första godkända rekordet på 100 meter.
2. ↑  Vid världsmästerskapen i Rom den 30 augusti 1987 vann Ben Johnson, Kanada på tiden 9.83, som godkändes som nytt världsrekord. Vid olympiska spelen i Seoul underskred Johnson återigen världsrekordet med tiden 9.79, men diskvalificerades för dopning. I efterhand erkände Johnson dopning under tiden 1981-1988, varvid han förlorade såväl VM-guldet från Rom som världsrekordet. IAAF gjorde enligt engelskspråkiga Wikipedia bedömningen att två lopp på 9.93 av Carl Lewis, VM-finalen i Rpm samt ett lopp i Zürich den 17 augusti 1988, uppfyllde de formella kraven för tangering av Calvin Smiths världsrekord. Dock godkändes aldrig dessa tider retroaktivt som världsrekord, utan det nya rekordet blev i stället Lewis 9.92 från OS-finalen i Seoul.
3. 1 2  Vid OS i Mexico City 1968 vann Tommie Smith guld på 200 meter med tiden 19.83, som avrundades till den nya världsrekordtiden 19.8. Då IAAF 1975 började notera separata rekord med elektronisk tidtagning blev 19.83 det första godkända rekordet på 200 meter.
4. 1 2  Vid OS i Mexico City 1968 vann Lee Evans guld på 400 m med tiden 43.86, som avrundades till den nya världsrekordtiden 43.8. Då IAAF 1975 började notera separata rekord med elektronisk tidtagning blev 43.86 det första godkända rekordet på 400 meter.
5. ↑  Sebastian Coes tid var 1.42.33, men eftersom IAAF vid denna tid avrundade rekord på 800 meter till hela tiondels sekunder blev det nya världsrekordet 1.42.4. Från och med 1981 övergick IAAF till att även godkänna elektroniskt tagna tider på en hundradels sekund när, och Coes rekord justerades då till 1.42.33.
6. ↑  Steve Ovetts tid var 3.31.36, men eftersom IAAF vid denna tid avrundade rekord på 1 500 meter till hela tiondels sekunder blev det nya världsrekordet 3.31.4. Från och med 1981 övergick IAAF till att även godkänna elektroniskt tagna tider på en hundradels sekund när, och Ovetts rekord justerades då till 3.31.36.
7. ↑  John Walkers tid var 4.51.52, men eftersom IAAF vid denna tid endast godkände rekord på 2 000 meter med hela tiondels sekunder blev det nya världsrekordet 4.51.4. Från och med 1981 övergick IAAF till att även godkänna elektroniskt tagna tider på en hundradels sekund när, och Walkers rekord justerades då till 4.51.52.
8. 1 2  Vid OS i München 1972 vann Rod Milburn guld på 110 meter häck med tiden 13.24, vilken avrundad till 13.2 var tangerat världsrekord. Då IAAF 1975 började notera separata rekord med elektronisk tidtagning blev 13.24 det första godkända rekordet på 110 meter häck.
9. 1 2  Vid OS i München 1972 vann John Akii-Bua guld på 400 meter häck med tiden 47.82, vilken avrundad till 47.8 var nytt världsrekord. Då IAAF 1975 började notera separata rekord med elektronisk tidtagning blev 47.82 det första godkända rekordet på 400 meter häck.
10. 1 2  Vid OS i München 1972 vann USA guld på 4 x 100 meter med tiden 38.19, vilken avrundad till 38.2 var tangerat världsrekord. Då IAAF 1975 började notera separata rekord med elektronisk tidtagning blev 38.19 det första godkända rekordet på 4 x 100 meter.
11. 1 2 3 4 5 6  Senare avslöjad som man, dock utan att IAAF strukit rekordet.
12. 1 2  Vid OS i Mexico City 1968 vann Wyomia Tyus guld på 100 m med tiden 11.07, som avrundades till den nya världsrekordtiden 11.0. Då IAAF 1975 började notera separata rekord med elektronisk tidtagning blev 11.07 det första godkända rekordet på 100 meter.
13. 1 2  Vid Tävlingar i Potsdam 1974 sprang Irena Szewinska på tiden 22.1, vilket innebar en tangering av gällande världsrekord. Den elektroniska tidtagningen gav tiden 22.21, vilket blev det första godkända rekordet på 200 meter, då IAAF 1975 började notera separata rekord med elektronisk tidtagning.
14. 1 2  Vid EM i Rom 1974 vann Östtyskland guld på 4 x 100 m med tiden 42.51, som avrundades till den nya världsrekordtiden 42.5. Då IAAF 1975 började notera separata rekord med elektronisk tidtagning blev 42.51 det första godkända rekordet på 4 x 100 meter.